# 怨み屋本舗
『怨み屋本舗』（うらみやほんぽ）は、栗原正尚による日本の漫画。何らかの恨みを持つ人間から、「怨み屋」と呼ばれる者が依頼を受けて復讐の代行をするという物語である。テレビドラマ化もされた。
本項目では『怨み屋本舗』『怨み屋本舗 巣来間風介』『怨み屋本舗REBOOT』『怨み屋本舗REVENGE』『怨み屋本舗EVIL HEART』『怨み屋本舗WORST』『怨み屋本舗DIABLO』をまとめて記述する。
特に注意がない限り、『怨み屋本舗』を第1部、『怨み屋本舗 巣来間風介』を第2部、『怨み屋本舗REBOOT』を第3部、『怨み屋本舗REVENGE』を第4部、『怨み屋本舗EVIL HEART』を第5部、『怨み屋本舗WORST』を第6部、『怨み屋本舗DIABLO』を第7部と表記する。

## 概要
2000年3月27日発売の隔月刊誌『ビジネスジャンプ増刊エクストラ』（集英社）で『怨み屋本舗』の連載が開始され、2001年に連載誌を『ビジネスジャンプ』（以下、『BJ』と表記）に移し、2003年よりレギュラー連載となる。2007年8月15日発売分で連載終了。単行本は全20巻。
『ビジネスジャンプ増刊BJ魂』（隔月刊）では2004年より2005年まで、沖縄支店を舞台とした番外編『怨み屋支店』が連載された。単行本収録時には、それぞれ本編のひとつ（第13巻91話以降）としてカウントされている。『BJ魂』では十二月田や里奈を主人公とした番外編も掲載された。
2007年9月15日発売の『BJ』より横浜支店を舞台とした本作の続編『怨み屋本舗 巣来間風介』の連載が開始された。2009年春に連載終了し単行本は全6巻。「旧シリーズを読んでくれたファンの期待を大切にしたい」という作者の思いから、全20巻だった前作に引き続いていることを表すために単行本には『怨み屋シリーズ21』と続き番号で表記されている。
2009年4月1日発売の『BJ』より、再び怨み屋本店を舞台としたシリーズ第3弾『怨み屋本舗REBOOT（リブート）』の連載が開始された。単行本は全13巻。
2011年11月16日発売の『グランドジャンプ』（以下、『GJ』と表記）創刊号より、シリーズ第4弾『怨み屋本舗REVENGE（リベンジ）』の連載が開始された。単行本は全11巻。
2014年11月5日発売の『GJ』2014年23号より、シリーズ第5弾『怨み屋本舗EVIL HEART（エヴィルハート）』の連載が開始された。単行本は全9巻。
2017年6月7日発売の『GJ』2017年13号より、シリーズ第6弾『怨み屋本舗WORST（ワースト）』の連載が開始された。
2022年8月17日発売の『GJ』2022年18号より、シリーズ第7弾『怨み屋本舗DIABLO（ディアブロ）』の連載が開始された。
なお、この作品は、連載誌版と単行本版（リミックス版も含む）とでは、話によっては進め方は同じでも掲載されている内容が少し異なっていて、単行本版は、連載誌版よりもページやコマの内容が大小の追記シーンがなされている。そのため、連載誌版ではなかった事やわからなかった事が、単行本版で判明するケースもある。
2025年2月時点でシリーズ累計部数は710万部を記録している。

## 内容
謎の女「怨み屋」が、怨みを抱く人間の依頼を受けて、金銭と引き換えに復讐の代行を行う物語である。怨み屋は「怨み屋本舗」という組織の代表で、何かしらの怨みを抱いている人物に「あなたの怨み晴らします。社会的抹殺・人探し・実質的殺害（価格応談）」と書かれた黒い名刺を渡し、依頼を受ける。依頼内容には、社会的抹殺と実質的殺害の2種類があり、さらに依頼人が標的が誰かわからない場合にはその復讐相手を探すというものも含まれる。
怨み屋はポリシーとして、あくまで依頼の動機が「怨み」であることを重視しており、理不尽な逆恨みや、あるいは嘘をついて怨み屋を殺し屋として使おうとした場合などは、逆に依頼人に報復する（内容は様々）。一方で、依頼人の動機が妥当なものであれば、たとえ標的が未成年でも無残に殺したり無関係の人間を巻き込むことも厭わない。
物語初期は、怨み屋が一人で仕事を行い、それ以外に情報屋やシュウなどの協力者がいるという形となっていたが、物語の進展と共に、一つの会社のような組織であることが明かされ、怨み屋以外の正規の社員がいたり、横浜や沖縄に支店がある。また、その時に行う社員（工作員）によって、復讐手段に好みやバリエーションがある。
『怨み屋本舗WORST』では、『制裁学園』の登場人物が登場する。

## 登場人物
声はCR怨み屋本舗のもの

### 怨み屋本舗

#### 本店
怨み屋 / 宝条 栞
声 - 原島梢
多額の報酬を受け、対象者の「社会的抹殺」や「実質的殺害」を請け負う復讐代行業の美女。6部で表向きは都内に多数のマンションやアパートを所有している不動産会社のオーナーで年間数千万円の税金を納めている資産家であると判明。年齢は不詳だが、秀島の推測では30歳前後(第1部時点では25〜6歳 ※第133話、怨み屋支店･やり残した仕事より)。出身地不明。身長165cm前後だが、作中の描写によれば情報屋以外の大抵の男性に比べて高身長に描かれる。髪型は黒いロングヘアだが、これは後述の通りかつらである。いつも同じネックレス（赤紫色の勾玉）をしている。
自らを「正義」ではなく「必要悪」と認識しており（第4部第2話で「人は自分を『正義』だと勘違いした時『正義のためなら何をしても許される』と錯覚してしまう」意の発言をしている）、非常にドライかつ冷徹で計算高い性格。依頼人の資産や支払能力に応じて報酬額を増減させることも多く、同一の標的に対して、それに怨みを持つ複数人から依頼料を取ることもある。また、依頼人が依頼料を払えない時に値下げする代償とする場合または復讐の過程で必要な場合は依頼人に復讐に協力させる場合もある。一方で殺し屋ではないという自負があり、依頼に意図的な虚偽があったり、または逆恨みである場合には、依頼を反故にして依頼人を破滅させる。ただし、その場合にも当初の標的に接触して、依頼人を標的とする依頼を受けるなど、依頼料の二重取りを行ったりする。また、自分にとって邪魔或いは将来の脅威となりそうな人物であっても誰かの依頼が無い場合は動かない（状況を捜査して依頼人を『作る』事はある。また、敵組織の方から危害を加えられたりした場合は別。）。部下や協力者たちとは良好な関係を築いているものの必要とあらば捨て駒とすることもある為、シュウからは実の弟の自分でも必要なら殺すだろうと評されている（但し人情味を見せたり部下を気遣ったり守ろうとする描写が全く無い訳ではない）。
口癖は依頼を受けた時の「しかるべく　〇〇（報酬の金額）　その額で！」と依頼を果たした後の「復讐完了（リベンジ・コンプリート）」である。
本名は「宝条栞（ほうじょう しおり）」で、かつて弁護士だった両親の下で裕福な暮らしをしていた。高校生の時は正義感が強かったが、それが仇となって桐野美鈴（両親が聖福教幹部）に逆恨みされ、さらに父が、聖福教の被害者の弁護を担当していたことから聖福教に怨まれ、狂信者に家を襲撃されて放火され両親が殺されてしまう（彼女とシュウは偶然外出していて難を逃れた）。その後、先代怨み屋に拾われて、復讐代行業を仕込まれ、鎧塚・荒羽・相果川と共に後継者候補として頭角を現し、先代の引退と共に正式に後継者となる。この経緯のために、聖福教に強い怨みを抱いており、第1部での真の目的が聖福教の破滅であることや、その資金のために金にガメつかったことなどが後に明かされる（但し第4部終盤で聖福教壊滅資金には先代の怨み屋から託された10億円を使っていた事が明かされている）。
その職業上、素性を隠す必要があり、作中では様々な人物に成り代わって登場する。身分証明の偽造や、既に死亡しているが死亡届は出ていない戸籍の人物に成り代わるなどしており、そのため、それらの納税などもっている。また、変装することもあり、普段の容姿もカツラである（カツラの下は淡い色のショート。カツラは違う物を多数持っている）。さらに大西を自分そっくりに整形させてアリバイを作るといった工作も行う。愛車の大幅に改造・チューンした1967年式フォルクスワーゲン・ビートルも、目撃者の印象を誤魔化すという目的がある。
復讐手段は、人間の心理を巧みについて破滅へと向かわせるというもの。また、大まかな計画を立てて、実際には部下や協力者たちに行わせる（任せる）ことも多い（復習内容に個人の特技が必要な場合は横浜支店・沖縄支店のメンバーに協力させることもあるが自分が彼らの仕事を手伝うこともある）。標的が子供であっても容赦せず、依頼者が満足するような、その報い通りの悲惨な死を演出することも多い（依頼人から復讐方法の指定や「トドメは自分に刺させて欲しい」等の注文がある場合は希望通りにする事もある）。琉球空手の達人で、並の相手ならそのまま徒手格闘で殺害することも不可能ではないが、直接的な殺害はしないことを信条としており、拳銃などの武器を持っていてもそれを使うことをしない（実は仕込み銃で、あえて奪わせて暴発で死ぬような方法を好む）。ただし、最終的な破滅への準備段階であったり、不意に襲われた時などは暴力を使うことも厭わない。また、復讐の過程で必要な場合を除き人前で飲食をしない主義であり仲間達だけの場合もそれは変わらない（乾杯も飲む仕草をするだけ）。
作者によると、自身が『こち亀』の大ファンであり、彼女は秋本・カトリーヌ・麗子をモデルに描かれた。
情報屋
声 - 山田浩貴
本名：獅堂 詠示（しどう えいじ）。30代前半。正確には怨み屋の協力者で、正規の社員（工作員）ではない。
電子・情報技術に長けた男。名の通り情報屋で、その腕前は裏社会でも一目置かれ、怨み屋曰く「優秀な情報屋」である。曰く「金さえくれりゃあ総理大臣の口座番号だって調べてやる」。またピッキング技術にも長けており、怨み屋の依頼を受けてターゲットが自宅などを不在時に外から鍵を開けて忍び込み、盗聴器を仕掛けることもある。
所在不明のマンションの606号室に居を構え、表向きは「ホキマ情報研究所」としている。初期はあくまで情報屋として怨み屋に関わっていたが、次第に怨み屋の仕事に直接的にも関わるようになる。第1部の中盤以降は、怨み屋の仕事に工作員として関わっていることが多い。
情報屋としてハッキング技術など電子・情報技術に長けているのと同時に、諸田やJなど多くの「耳」（下請けとなる情報源）を抱えている。裏世界の人間として冷徹な側面もあるが、好きな言葉は「仁義」で情に厚い面もあり、しばしば個人感情の発露で怨み屋に仕事を頼むことがある。その辺りを怨み屋からよく注意されるが、あまり気にしていない。
初期は、入浴と掃除が嫌いな不潔・不摂生な人物として描かれており、特にフケだらけの頭を掻き、その掻いた指の臭いを嗅ぐのが癖であった。また出不精で長く床屋にも行かず長髪を後ろで縛っていた。あるエピソードで自ら標的を抹殺することを望み、髪を切る。以後は外出シーンも多くなり、怨み屋と行動を共にすることも多い。1部第14話からはミドリガメのトメ吉を飼い始める。嘘をつく時の癖は「髭に触る」。髭は当初は本物だったが後に変装用付け髭に変えている。また、ヘビースモーカーであり一時禁煙したものの長続きはしなかった。
具体的な過去は不明。かつて家族を失った際に当時の法律で煮え湯を飲まされたと語っており、そのため、社会的に理不尽な事柄には怒りを露わにする。親しい怨み屋も彼のことはあまり知らず、本名の「獅堂詠示」も諸田の件によって初めて知った（しばらく怨み屋は本名で呼んでいたが本人は嫌がっていた）。
復讐手段は、標的のパソコンやスマホをハッキングし、破滅させることが多い。初期に工作員として自ら積極的に動き始めた際には、標的の身辺を調べ尽くし行動パターンを利用するというスキルを見せている。別人に成りすまし、標的と問題なく話を合わせることも可能。ただし、基本的には得意の電子・情報技術でのサポートが多い。
当初は非力だったが、第7部までに通信でキックボクシングを習い、戦闘面も上達していた。
『リセットマン』にも情報屋として1コマだけ登場している。
シュウ
声 - 横澤啓幸
本名：宝条 脩（ほうじょう しゅう）。怨み屋の実弟。正確には怨み屋の協力者で、正規の社員（工作員）ではないが、工作員とは差し支えのないくらいの実力者で正義感が強く、標的が女性でも凶悪であれば巣来間の様に残酷な仕打ちをする。
本業はホストで、初期はナルシストな面も描かれた。その話術と容姿を活かして女性を手玉に取ることに長けている。金を持った熟女専門（若い女性を相手に出来ない訳ではない）で、ミツヨやヨシエといった太客がいる。また職業柄、鑑定眼を持ち目利きに自信がある。
怨み屋の実弟であるため、同じく両親が殺された一件でドクターとも面識を持つが、怨み屋にはならなかった。姉弟関係は微妙なところがあり、最初に登場した回では「必要とあらば実の弟である俺も容赦せずに殺すはず」と吐き捨てている。怨み屋の方も、弟を平然と切り捨てるような言動をすることがあり、情報屋に強く非難されたこともあった。
正規の工作員ではなく、半ば姉に手伝わさせられている。高額の報酬はきっちり出るが、仕事内容は本業とあまり変わらない上に本業の方が高収入のため、当初は文句を付けることが多かった。次第に正規工作員と見ても差し支えないくらい、怨み屋の仕事に参加するが十二月田を見下している部分があり縁を切りたがっている様子もある（但し、なんだかんだ言って姉には逆らう事が出来ず不満をこぼしながらも力を貸している）。
作中が進むに連れ、十二月田に対しても普通に接する様になる。
復讐手段は、主に容姿や話術を生かしてターゲットの女性を篭絡したり、詐欺師のように相手を騙したりする。だが、尾行や情報収集など、比較的地味な仕事を担うことも多い。また、通信講座でボクシングを習得（第7部11話では「満点で卒業した」と発言。たまに蹴りを使う事もある）しており、並の相手なら難無く倒せる。
第4部ではホストを辞め、クラブ経営者となった。最後の抗争では巣来間と似ているのを利用して同じ服で現れ麻生と鎧塚を撹乱し、麻生の攻撃で右脚と左腕を刺されるも全く怯まず里奈を殺された怒りを燃やし麻生を倒す。直後、先に首を刺され、意識を失った巣来間共々曽武川に背負われ病院送りとなった。
第5部の「EVIL HEART」との戦いでは、偉人の策略によって賞金目当ての女性にナイフで滅多刺しにされて心肺停止になるが、偉人死亡後に一命はとりとめていたことが明かされる。第6部では3ヶ月で退院し、足に痺れが残っているが、それでもまともに戦える程まで回復している。
十二月田 猛臣（しわすだ たけおみ）
外見・言動・思考すべて典型的なオタク。25歳（2部から4部は26歳、5部以降は27歳）、独身、童貞、下戸、定職なし、ストーカー行為による逮捕歴あり。当初、社会的にも孤立していた社会不適合者であったが、怨み屋との交流や闇の仕事ではあるが、給料を貰って褒められると言った経緯を経て人間性も成長し、社会的常識や正義感も身につけていく。初登場時は標的への駒だったが、後に正式に怨み屋の工作員となる（第1部40話）。語尾に「チュ」をつける癖があり真似されると怒る。第7部3話では怨み屋の命令により運転免許を取ったことが明かされている（本人によると「ランニングより速く走れるから便利」）。
「宇宙人の指令」を信じるなど、いわゆる「電波」の入った細身のオタク。無職だが、オークション物の転売や、組み立てたガレージキットや同人誌の販売などで生計を立てている、いわゆるネオニート。彼が改造や再塗装を行ったフイギュアや組み立てたプラモデルは同好の士から高い評価を受けており自身の公式サイト「十二月田本舗」で公開・販売（人気が高いのですぐ売り切れる）している。月収25万でプラモデルの組立だけでも十分生活できる。また、両親がアスリートであったため、幼少時から身体を鍛えられており（第6部127話の説明によると幼少時からの習慣として今でも毎朝10km走っている）、見かけによらず身のこなしが軽く、足が速い。腕力は弱いが、少し腕の立つ程度の相手であれば攻撃を見切って容易に避けてしまう（「オタクだから弱い」と舐めてかかった相手が身体能力や反射神経に翻弄されるのはシリーズ定番の展開となっている）。第1部では肩掛けバッグを身につけていたがそのせいで重心が偏って動きを読まれやすいという弱点となっており140話の木経透子戦ではその弱点を突かれて劣勢に陥るが里奈にそれを指摘されたため挽回。それ以降はリュックサックに変えている。アニメ・声優・特撮には非常に詳しいがゲームには全く興味がない。フィギュア販売と怨み屋本舗工作員としての給料により収入はかなり高いらしく第4部では都内の2LDKの一軒家（築35年、家賃7万5千円）を借りて引っ越していたが第5部で偉人の策略によって放火され全焼する。
初登場時、あるストーカーの社会的抹殺のため怨み屋に利用された人物で、その経緯から初期は怨み屋のことを本気で宇宙人と考えていた。その後、何度か再び利用された後に、オタク故の常識離れした発想とオタク離れした身体能力を買われ、正式に工作員となるが、そのマイペースぶりに怨み屋が唖然とすることも少なくない（但し実力・行動力は高く評価している）。
復讐手段には推移があり、当初の利用されていた期間を含めた基本は、標的に付き纏い疲弊させることである。正式な工作員となってからは、尾行（地図を見て地理を覚えるのも得意である）や元来の身体能力の高さを活かして標的を誘い出すといったサポート的な役回りが多い。また、「チュチュ〜ン」と言いながら指先から光線を出して相手を攻撃するつもりになっている、という行動があり、相手を気味悪がせる効果がある。その後、これを発展させる形で「死ね死ね光線」といった袖に仕込んだシンナー（初使用時は接着剤を薄めた溶液）を発射して相手の目を潰すといった実体のある攻撃を用いるようになる（第6部では小型火炎放射器を仕込んで攻撃したこともある）。また、パチンコやスリングショットの扱いにも長ける。他にはオタクとしての腕前からトレースによる文書の偽造なども行っている。第3部終盤からは成下鞘華を「カプセルモンスター」と呼んで手懐け、個人的な部下として使っている。
第4部の最終決戦では木経透子と共に川に飛び込み（木経透子の項も参照のこと）敵味方共に相打ちになったと思われていたが実は直前に鞘華に連絡して救助してもらっておりそのまま2人で怨み屋と鎧塚の決戦に加勢、反撃の糸口を作る。
番外編として『十二月田本舗』の主人公を務めている他、同作者の別作品『神アプリ』にも登場。
杉河 里奈（すぎかわ りな）
声 - 梶山はる香
都立舎人川西高校3年の女子高生（初登場時）。後に怨み屋の工作員となる（1部第44話）。
印象に残らないような大人しい少女。登場時は依頼人であったが、その経緯から怨み屋の工作員となる。怨み屋から直に怨み屋としての仕事の手法などを教わり、工作員としての腕を上げていく。
登場時、学校で陰湿ないじめを受けていた孤独な少女で、家庭では母親の再婚相手である北金目健治に性行為を強要されていた（そのため人の顔色を窺うようになるが同時に観察眼も優れている）。自殺を決意したところで怨み屋と出会い、そして怨み屋の工作によって北金目は自分と母親の前から去るが、その依頼料としての怨み屋に対する借金500万円を返すために工作員となる（第1部35話。工作員としての給料代わりに借金が減額される）。その後、第44話にて正式に工作員となる。怨み屋や仲間達から妹の様に思われていた。怨み屋は情報屋に「先代のように自分の後継者にするつもりか」と聞かれた際には「里奈次第」と返答している。早乙女も第4部54話にて里奈に「怨み屋はお前を次期後継者に育てるために大金を使ってきた」旨の発言をしているが真偽は不明。
北金目に暴行されていた過去から極度の男性恐怖症。そのため、シュウが苦手だが、逆に生身の女性に興味が無さそうな情報屋や十二月田には普通に対応できる。その後、様々な依頼を通し、怨み屋のアドバイスもあって徐々に男性恐怖を克服する。また、そのような過去から依頼の要因に理不尽な性犯罪が関わっていると感情的になり、時には怨み屋の命令に背くこともある。
第2部では横浜の大学への進学に伴い横浜支店に出向し、巣来間たちと行動を共にする。
第3部では本部に復帰。しかし、プロ意識の欠如が原因で、度々トラブルに巻き込まれる事が多く、恨み屋商会と怨み屋が抗争した際、柳海に丸坊主にされる。抗争が終わった後は、個人の戦闘能力をつけるため、早乙女の下で修業を始める。
第4部では泡森の指導で格闘術を身に付けるが、同時に彼と男女の仲となる。急速に強くなったこと及び泡森の個人的な鎧塚への復讐計画の目論見も手伝って性格も好戦的で己の力を過信するようにもなり（言葉遣いも刺々しくなった）、怨み屋へもしばしば反抗心を抱く（シュウは「別人みてーだ」と評した）。後半、鎧塚が早乙女の私設刑務所を襲撃した際に怨み屋の教えを無視したため、危機に陥る。早乙女・泡森が殺害され自分も麻生に左手を切断されるという絶体絶命の危機の中で鎧塚の性格を見抜き、最期に彼の左目を潰すという一矢を報いるも、逆切れした彼に麻生のナイフで胴体を切り裂かれ死亡（享年19歳）。鎧塚は立ち去り際に「敵として出会わなければ部下に欲しかった」と呟いた。彼女の死を本店及び横浜支店のメンバーは深く悲しみ、怨み屋自身が依頼人になる形で恨み屋商会の壊滅作戦「REVENGE計画」を開始する。なお、彼女の遺体は早乙女・泡森の遺体と共に埋め立て地に遺棄された（十二月田は抗議したが怨み屋は「自分たちが秘密裏に埋葬すれば彼女の知人・友人は行方不明者としか認識しないが（遺体を発見させて）生きた証として死亡届を出させてあげれば里奈の生死は皆に記憶される」旨の説明をした）。復讐完了後、怨み屋は墓参りをしている。その後も彼女の死は怨み屋の心に影を落としており、第6部ではターゲットの教師に連日性行為を強要されていた女子中学生（依頼人ではない）に里奈を重ね合わせて復讐完了後に大金を渡したり功を焦って指示を無視し先走った桜花を「私の指示を聞かずに命を落とした者もいた」と戒めたりしている。
寄木 桜花（やどろぎ おうか）
寄木聡警部の一人娘。フリーター。18歳（第6部では19歳）。第5部から登場し同部のキーパーソンでもある。また、第5部と第6部では大きく印象の異なる人物。
父（聡）に似た勝気な少女で正義感が強い。父から武道を習っていたため、大の大人を複数人相手でも圧勝できるほど高い戦闘力を持つ。また、やはり父の教えにより人の顔を覚えるのが得意である。正義感の強さが高じて、悪人を夜討ちする生活を送っていた。登場時は後述の経緯で父と不仲となっていたが、実際には母よりも父を信頼していた。寄木聡殺害事件の解決後に怨み屋の誘いを受けて、怨み屋の社員となる。早乙女に預けられた以降の好戦的な里奈を仲間達に思い出させており、危惧されている。
かつて幼馴染・素寿美が不可解な死を遂げ、彼女が生前に話していた「首にトカゲのタトゥがある男」（火川のこと）を怪しみ行方を追っていた（夜討ちを始めた動機でもある）。なお、事件の気になる点について父に相談していたが、親友の死を「そんな事」として片づけられたため、これが登場時の父との不仲の原因となっている。最終的にこれが第五部の敵役である「EVIL HEART」へと繋がり、組織のボスである偉人とも実は面識があったことが判明する。
怨み屋の工作員としては、第5部では新米であるためサポートに回ることが多い。ただし、持ち前の武道で相手を倒すこともある。その先述の通り、その正義感の強さを危惧されており、偶然から「EVIL HEART」に罪を擦り付けられようとしていた時は、当初、怨み屋たちからも疑われていた。
第6部では工作員としてかなり成長した姿を見せており、主に潜入や尾行を担当。一方、自身が直接戦う事は少なくなっている。髪型も怨み屋の指示で先をカールさせたものに変えており結果的に外見や言動が第5部とはかなり変わっている。また、怨み屋と情報屋には畏敬の念を持っているが、十二月田のことは軽んじており（但し第6部では評価が上がっており「いざという時には頼りになる」と評している）、その彼女の態度が気に入らない彼と口喧嘩することが多い。シュウには好意を抱いている。最終決戦及び前哨戦において警察と（事件の目撃者として）関係を持ち過ぎたのが災いして刑事に目を付けられてしまい横浜支店に配属替えとなる。
白鹿名　飛鳥（しろかな　あすか）
第7部から登場した、ロリータ服とツインテールの女性。21歳。瞬間的な記憶力及びその描画に優れている他、小学生の頃に空手で入賞した経験もあり、武道にも優れている。花や物と話せると自称する不思議系な性格な故周囲からいじめを受け、友人も出来たことがない為、孤立した人生を歩んでいた。その為かなりの世間知らずで5歳の子供と同レベルの会話をするなど精神年齢はかなり幼い。
6歳の時に母に先立たれ、18歳まで瞬間記憶力を生かした株投資で父親を支えていた（本人も投資で利益を上げており多額の現金を所有している）が、父親再婚後、酒を飲むと記憶がなくなることが災いして継母とその本当の一家の計略（財産乗っ取り）により父親を自分の手で殺してしまった（真犯人は継母と義弟）と思い込んでからは、口封じとして遺産を奪われた上に彼らに奴隷のように扱われる、さらに高校では苛められており当時の教師も連続殺人犯で見て見ぬ振りをしていた（この教師は後に標的となり自ら殺害している）という、里奈に匹敵するほど凄惨な境遇の持ち主。当初は前述の思い込みから怨み屋に「自分を殺して欲しい」と依頼していたが、後に事件の真相を知って標的を継母一家に変更。事件の背後に「犯罪プランナーDIABLO」が絡んでいることを知り、その正体を突き止めるべく自ら工作員になった。工作員になる前に助けてくれた十二月田を慕っているが彼からはあまりよく思われていない（怨み屋は十二月田に「弟子として鍛えてあげて」と指示して仲を取り持っている）。怨み屋のことは「お姉さん」と呼ぶ。
小学生の頃にいじめてきた相手に空手で大怪我を負わせ、家族共々謝らされたことから引きこもりがちで、現在も人外の存在と会話することが多い。また、同じ理由で酩酊状態でないと空手を使えなかったが、これは「過去を乗り越える」覚悟をしたことで克服に成功している。怨み屋には「真面目で素直だが、物事を曲げて解釈することがある」と評されている。

#### 沖縄支店
第1部の番外編『怨み屋支店』で登場する支店。第3部以降では本編に相果川も登場するようになり、第6部では夕子も登場している。
相果川 剛志（あいかがわ たけし）
『怨み屋支店』の主人公で、沖縄支店長。オカマ。通称「アイちゃん」。普段のクネクネした明るく陽気な性格とは裏腹に語学に堪能で8カ国語を話せる頭脳派である。
表向きはダイビングのインストラクターをしている人物。そのナヨナヨした外見の一方で、琉球唐手筋壊（すじかい）流（中指第二関節で人体の痺れを起こす急所を突くことで無力化するのが特徴。普通の打撃も使える）の使い手でもあり、元々沖縄に来たのもその修得のためであった（よってウチナーンチュ、沖縄出身者ではない）。沖縄の明るさは好きだが、本土人として沖縄人の軽さを冷ややかに見ることもある。女性が非常に苦手で、初期は裸を見るだけで嘔吐するほどであったが、知念の存在によってかなり改善する。本人によると沖縄県民は穏やかで人を強く怨む事が少ないので依頼が少なくダイビングインストラクターも同業者が多いため収入は少ないとのこと。
復讐手段は、ハブなどの危険生物（本土産・外国産の種類にも詳しく沖縄以外で標的を抹殺する時はこれを使う事が多い）などの自然や動植物や防空壕の利用など、沖縄ならではものを用いることが多いのが特徴で動植物にも詳しい。ただし、「ゴミを海に捨てたくない」という理由から、海での殺害あるいは海に死体を遺棄しない（が、浅瀬で事故に見せかけてターゲットを殺害した事はある）。また、過程より結果が大事と考えており、間接的に標的を葬ることが多い怨み屋メンバーの中で、標的を自らの手で殺害したこともある（但し結果的に事故に見せかけられるような殺し方を選ぶ）。
第3部にも登場し、2度に渡りバリ島で怨み屋と行動を共にする。第4部では名前や回想しか登場していなく出番がなかったものの、第5部で再び登場し中国・上海にて怨み屋・十二月田と共に行動。世界中に友達ネットワークを持っており（中国に呼ばれたのも語学とネットワークを買われた事と中国絡みの依頼が沖縄支店に入ったのが理由。）、その1人である張（チャン）が上海で強力な助っ人となっている。また、怨み屋からの依頼でネットワークを利用することもある。
第6部でも本店に手助けに来ているが自身の送別パーティーで泥酔してしまいホテルに桜花に送ってもらう途中殺人事件を目撃し犯人を追跡して刺されてしまう。一時危険な状態に陥ったものの命は取り留めた。
知念 夕子（ちねん ゆうこ）
相果川の助手。
貞操観念の低い若い女性。オレンジ色の髪をツインテールにしている。相果川の標的の米兵に暴力を振るわれたことがきっかけで、相果川の復讐代行に協力し、家庭事情もあってそのまま助手として家に居座る。当初、女嫌いの相果川は彼女を嫌がっていたが、次第にパートナーとして扱うようになる（夕子自身にとっても相果川が人生初めての「信頼できる人間」である）。本編における里奈のようなポジションにいる。相果川の助手になった後は彼から空手を習っている（その為相果川を普段は「アイちゃん」と呼ぶが空手に関しては「師匠」と呼ぶ。また、第6部では1対1で米兵を倒せるまでに上達している）。また、沖縄で生まれ育ったウチナーンチュであり相果川が知らない沖縄の慣習や現状にも詳しい。
とかく大雑把な性格で、異性の前でも下着姿やトップレスになったり、部屋をゴミで散らかすなど、相果川から「汚ギャル」と呼ばれる。最初の米兵とのトラブルもそもそも、彼女の男漁りが原因の一端だった。また、デリカシーに欠けており、後述のように相果川が殺されそうになり一時的にヘルプで上京した際も、初対面であるにもかかわらずシュウに色目を使ったり、不意打ちで相果川が飲酒していて油断していたのが大きな原因にも関わらず、一緒にいた桜花に失礼な事を言うなど空気を読めない性格でもある。第5部では、上海に滞在する標的の情報取りをソツなく行うなど成長しており、相果川にも信頼されてきている（怨み屋は「良い助手を見つけた」と評価した他、第6部121話では相果川に「アタシが死んでも沖縄支店は夕子に任せられるわ」と評されている）。第6部では相果川が刺されたと聞き東京に急行。本店・横浜支店のメンバーと初めて会った（「怨み屋さん以外とは初めまして」と言っているがそれ以前の怨み屋との出会いは描写されていない）他目撃した殺人事件の犯人になお狙われる相果川と桜花の護衛を勤め、自らも負傷はしたが守り切った。

#### 横浜支店
第2部の主人公・巣来間が所属する支店。事務所（アジト）はビル4階のデザインスタジオ。以下に挙げるメンバー以外にも里奈が出向し、情報屋も情報提供をしている。横浜支店に依頼する時はベイブリッジの絵葉書に自身の電話番号と「連絡乞う」というメッセージを書き、巣来間の勤めている区役所の区民の声ポストに出す事も可能。大都市にある支店だが工作員は何かにつけて「依頼が少なくて暇」と言っており、本店の仕事を手伝うことも多い。
巣来間 風介（すくるま ふうすけ）
『怨み屋本舗 巣来間風介』の主人公（第3部～第6部でもゲストとして登場している）。横浜支店の工作員で、同支店のナンバー2。表向きはうだつの上がらない区役所戸籍係の公務員。元マジシャン。
表向きは冴えない公務員として振舞うが、裏では元マジシャンという経歴で復讐代行を行なう青年。年齢は第2部の段階では25歳。工作員としての活動時はグレー地に赤いストライプの入ったスーツを着用したホストのような風貌である為、シュウからは「若干キャラが被る」と言われている。相応の腕を持つが、怨み屋と違い非常に心優しい性格で情に厚く甘い面がある。初期は依頼人の話を聴きその内容に同情するあまり涙を流し、依頼人を困惑させる事もあり、依頼料も事件や事故の被害者であるからと格安で請け負ったり（怨み屋と同じく相手の経済事情で額を上下させているのだが程度が怨み屋より激しい）し、荒羽によく説教されていて第2部中盤からは依頼人との面談は荒羽が行うようになった。そのため、怨み屋からは腕は自分以上と評されつつも、その性格面（特に正義感が強い点）をやや不安視されている。怨み屋に好意を寄せているのか不明だが、他の工作員と違い怨み屋を本名の「栞さん」と呼び（本名はシュウに聞いた）、その度に怨み屋の逆鱗に触れる事がしばしばある。「同情しないぜ」が口癖。嘘をつく時の癖は「耳を触る」。マジシャンとしての経験から人の心理状況を読み取りすぐに懐に入る事ができる能力があり、誰もが距離を取りたがる十二月田とも初対面から仲良く接している（他人をあだ名で呼ぶことが多い十二月田も彼のことは本名で呼ぶ）。その事から怨み屋は「人の心を掴むことに関しては私より上かもしれない」と考えている。
愛車はフィアット・500で理由は怨み屋と同じ。
クロースアップマジックに定評のあったマジシャン「ドクター・マルクス」こと巣来間良助を父に持ち、その父からマジックの手解きを受ける。父がマジシャンという自由業に就いていたため生活は貧しかったが両親ともに明るく前向きな性格であり、非常に温かい家庭で育った。しかし高校3年生のとき、父が風介の大学進学の為にマジックの仕掛けを売った事がきっかけで詐欺グループの一味として疑われ職を失い、さらに両親は自殺。そのため、父の仇である詐欺集団「サーベル・エース」を追っており、その唯一の手掛かりである「スペードのA」のマークが入ったストラップを大切にしている。また、依頼に詐欺などが絡んでいると私情を挟みがちになる。
復讐手段は、マジックの道具や手法を用いるのが特徴。一方で格闘能力は他の工作員と比べて低いため、腕力のある敵の場合は幾重にもトラップを仕掛けておくことが多い。正義感が強い故に、標的が凶悪なほど、残虐な手段で報復する。さらにターゲットが子供である場合も容赦はせず大ケガを負わせたり間接的ではあるが人身売買組織に売らせたりと残虐な手段を取ることもある。ナレーションの説明では残虐性は怨み屋と同等もしくはそれ以上と言われている。
公務員であることを生かして依頼を受ける、情報の収集、時に報復する（標的の個人情報の流出や戸籍を改竄するなど）こともあるが、逆に平日の午後5時以降、土日・祝日・有給休暇時しか裏の仕事をしない（というよりできない）という制限もある。
第4部の最終決戦では同じ格好をしたシュウ(瓜二つ)と共に鎧塚・麻生と対峙し、マジックや罠(棘柵)を鎧塚に仕向けるが麻生の攻撃で首をやられて意識不明となり、後に腕を深く刺されたシュウ共々荒羽に背負われ、姫岸の治療により一命を取り止めた。
荒羽 天馬（あらわ てんま）
横浜支店長。
常にサングラスをかけ、ギターを持ち、「シェケナ!」が口癖の男で、依頼を受理する際は「シェケナべく!」という。ロックバンドのラモーンズに傾倒している。あまりにも「シェケナ!」と言うので、里奈からは「シェケナさん」とあだ名される。一目には明るそうな性格だがかなりのケチ（怨み屋や情報屋ですら「金にガメつい」と言うほど）であり、好物もハンバーガーや肉まん等のファーストフードが多い。支店長でそれなりの腕も持つが、後述の理由もあって、支援にとどまり、仕事は巣来間が実行することが多い。
幼少時は音楽に天才的な才能を発揮し、強気な性格であったが、ミュージシャンである両親を航空事故で亡くし、叔父夫妻に引き取られてからは、財産（賠償金・保険金・遺産）を全て奪われた上に彼らから虐待を受けたことから（この一家は第6部120話で家族ぐるみで複数件の詐欺・殺人を行って標的となり怨み屋や相果川達と共に殺害している）弱気な性格に変わり、さらに学校でも執拗ないじめを受けるようになる。ある時、いじめの際にサングラスをかけさせられた時、相手の眼を見ないことで強気になれることに気付き、以後サングラスを常用するようになる。後に、先代の怨み屋に拾われ、現在の怨み屋と共に最有力の後継者として育てられる（「怨み屋本舗に荒羽あり」と呼ばれていた）が、サングラスを外すと一転して弱気な性格に戻ってしまうため、支店長止まりとなった（この点は本人も納得している）。嘘をつく時の癖は「サングラスに触る」で、これは無意識に（上述の通り）弱点であるサングラスをかばってしまうためのもの。
当初は里奈から「部下に任せて働かない」ことで軽蔑されていたが、彼が支店長に相応しい実力の持ち主であることや、部下を育てるためにあえて仕事を任せていることを理解してそれもナリを潜める。ただし、普段が普段なのであまり頼られていない。
里奈との絡みが多く勝手にあだ名（リッチー）をつけて呼んだり、逆に自分のことは「ジョニーと呼べ」と言っているがまったく呼ばれていない。里奈が柳海に襲われ丸刈りにされた時は、真っ先にキレて殴りかかっていた。
愛車はコンパクトカー（車種は明言されていないが外見は日産・マーチの第2部連載当時のモデルに酷似）。理由は「国産車は安くて丈夫だから」。
復讐手段は音を用いるのが特徴。天才的な感性によって、人の感情をコントロールしたり、身体機能を狂わせる曲（音）を作ることができる。声帯模写の達人でもあり、老若男女様々な声を出すことができ、それを利用することも多い。また、絶対音感の持ち主であり、相手の発する音によって、相手の行動を読むこともできる。さらに、怨み屋や相果川と同様に琉球空手も使えるなど能力は非常に高い。
恨み屋商会との抗争では彼が所有したヘリコプターで本店と横浜支店のメンバーを乗せ、早乙女私設刑務所に向かうが間に合わなかった。その後、多威我亜連合の寸林（後述）と3人を倒して寸林の情報を得て帰還、その後柳海・麻生・鎧塚と十二月田と共に対峙し一時的には優位に立つも大音量で音楽を流されて音を封じられた挙句サングラスを外されて気弱状態になり三人に逃げられた（それを知らなかったのは十二月田、姫岸の2名のみで十二月田は仲間外れにされたと思ってしまった）。
曽武川 由香（そむかわ ゆか）
横浜支店の工作員。第3部で22歳。女性。横浜支店が舞台の第2部では最初から最後まで入院しており初登場は第3部。
表向き6000種もの香りを嗅ぎ分けることが出来る調香師（パフューマー）の美女。常に露出度の高い派手な格好をしている。荒羽や巣来間から性格が悪いと評されるように、表向きの態度とは似つかないほど腹の中ではかなり策謀を張り巡らせている。用いる復讐手段で怪我をすることが多いため、入院していることが多い。下記の理由から保険金殺人を激しく嫌悪しており私情を挟んでしまうこともある（事情を知らない十二月田が「保険金殺人で殺される方にも落ち度があるのでは」と言ってしまい喧嘩になったこともある）。
怨み屋のことを「怨み屋姐さん」と呼ぶが、「女」であることを武器にしない彼女に反目することが多い。また、怨み屋の方も、怪我をして入院することが多い彼女には呆れている。しかし、互いの実力は認め合っている。嘘をつく時の癖は「人差し指を立てる」。
その出自は捨て子で、幼少時は施設で育った。施設では生まれつき優れていた嗅覚で気味悪がられるが、11歳の時に裕福な家庭に引き取られる。その後、16歳の時に養父の事業が破綻し、両親に保険金目当てで殺されかけたところを先代の怨み屋に助けられる。この時、正当防衛とはいえ義母を殺害しており、そのことから怨み屋の工作員となる。この経緯から、先代の怨み屋に深い恩義を感じており、「怨み屋本舗再起動（リブート）計画」にも加担していた。
復讐手段は、自ら調合した香料によって相手の感情をコントロールするのが特徴。また、その際には自己暗示をかけてメイドやレディースなど様々な人格になりきる。その上で、対象者にわざと自分を襲わせ、殺人（傷害）未遂犯として社会的抹殺する方法を好む。ただし、その代償として上述のように入院することが多い。

#### 大阪支店
第4部終盤に登場している支店。大阪支店の工作員らはシルエットのみ登場。
宮松（みやまつ）
怨み屋のアリバイを成立させるため、大西美紀子の監視役を務めている。大西が怨み屋の指示通り、指定の時間に指定の場所に居るかどうかを常に監視している。

#### ドクターとその家族
ドクター
医師免許はあるが開業届を出していないモグリの医者。怨み屋を「お嬢様」と呼ぶ。怨み屋の社員ではないが、外科手術や薬物関係のサポートをし、時に直接手を下すこともある。
若い時は先代怨み屋のパートナーとして行動を共にしていた。医者としてプライドを持っており薬品や医療に関する詐欺を働いたターゲットには容赦しない。またシュウや情報屋もエグイと感じるような手段を用いることも多いが本人は相応の報いと考えている。
初老の男だが、常に顔の上半分を変わった仮面をつけることで隠しており、外出時も帽子を目深に被りサングラスとマスクをするために素顔は判然としない、ただし医療的処置をするときは素顔を晒している。また、マゾヒストで怨み屋に虐待されることを悦びとしているが、逆に怨み屋を解剖して犯したいというサディスティックな性癖も持ち合わせる。人体を弄り回すのを至上の喜びとしている。
かつては聖福教の信者、後に総務部長となる桐野美鈴（後述）を宝条栞の顔そっくりに整形したことから、口止めを狙う桐野美鈴に命を狙われる。そこで聖福教と手を切り、宝条栞を当時の先代怨み屋に引き合わせる。そのため、怨み屋とシュウとは昔からの知り合いである。
第3部では孫娘がおり、彼女は開業医を営んでいる。怨み屋やシュウが足を負傷した際手当ても行った。孫娘をネタに鎧塚に脅迫され、先代怨み屋の自宅に放火し、彼女を殺した。怨み屋本舗と恨み屋商会が対決し、情報屋がドクターを裏切り者と告げた時、孫娘を怨み屋に託し、鎧塚をナイフで刺そうとしたが、逆にスナイパーに射殺された。
怨み屋やシュウの手当は、情報屋の連絡によってドクターの孫娘である姫岸によって引き継がれた。
姫岸 杏（ひめきし あん）
ドクターと先代怨み屋の孫娘。36歳独身。やや言葉遣いが男っぽく、非常に冷めたものの見方をする性格で、自分の感情などを必要以上に喋り過ぎるきらいがある。本来は外部協力者であった情報屋やシュウが物語の進展に伴い工作員化していったのに対しあくまで外部協力者としての立場を貫いている。（第4部19話で怨み屋に工作員に勧誘されるも「仕事でたくさん死人を見てるのに副業でも死人を見たくない」と断っている）
母方の祖父であるドクターとは10回も会っていないとのこと。ドクターへの思い入れはなく、死んで当然の下衆と見なしているため何度も「ドクターが殺されたことは怨んでいない」と述べている。
「お局」と呼ばれることを嫌っている。千葉の山奥で開業医を営んでいるが、収入は厳しく総合病院の非常勤医師もやっている（専門は内科だが外科手術もある程度は可能である）。
密かに恨み屋商会と接触し、スパイとなって怨み屋が持つ懐中時計の行方を探っていた。しかし実際には、自分の祖父母と父親を殺した（後述）鎧塚を怨んでおり、復讐のために近づいたに過ぎなかった。しかし鎧塚に感づかれたため暗殺に失敗し、殺されそうになったが、十二月田や荒羽によって助けられた。以後は素直に怨み屋に協力する。恨み屋商会との最後の抗争後、抗争の際、怪我を負ったシュウや巣来間の治療を行った。
容姿は全く似ていないが、メガネが似ていたり、ドクターを思わせる奇人的要素を持っている。手口は医者らしく薬品を用いるほか、瞬時に相手の肉体的弱点を見抜き正確に攻撃できるため、喧嘩慣れしている男性でも敵わない。また、常にメスを携帯している。
第5部では、火川やアカネとの交戦で左腕を骨折した桜花に専門のモグリの医師を紹介した。医師としての技術も高く、独自の格闘技を開発している。正義感が強く、祖父と同じ医学や薬学を使って悪人を残酷な仕打ちをし、楽しむ猟奇性もある。

#### 私設刑務所
早乙女 元次（さおとめ もとじ）
かつて「怨み屋本舗最強の男」と呼ばれた元怨み屋本舗工作員で、元傭兵。59歳。現在、千葉の山中にて金次第で誰でも服役させる私設刑務所（いわゆる監禁施設）を運営している（最終的に刑務所は恨み屋商会に放火され囚人も全員死亡した）。
由香の過去の回想には先代怨み屋・現怨み屋・荒羽・相果川・鎧塚とともに登場。由香が義父に殺されかけた際、義父を一撃で蹴り殺している（元々、社会的抹殺の依頼内容だったが、傭兵時代の癖で殺害してしまったため）。約30年前、先代怨み屋にスカウトされ、その後、怨み屋を含む何人もの工作員に傭兵の格闘術を教えた。怨み屋本舗と恨み屋商会の抗争が一段落した時、怨み屋から泡森と共に里奈に傭兵の格闘術を教えるように頼まれた。里奈に対しては昔の怨み屋と同様に根性があると評価している。
ところが、鎧塚たちによる襲撃で単身戦いに挑んで善戦するも、里奈と泡森が出てきたため切り札の手榴弾を使えなくなり更に暴走した里奈に気を取られてしまい致命傷を負ってしまった末、商会の1人であるスナイパーの刑部と相討ちとなり死亡した。その後、里奈と泡森同様に怨み屋の判断で、遺体は埋め立て地に遺棄され、その死は世間に知られることになった。
泡森 拓実（あわもり たくみ）
元怨み屋本舗工作員で、現在は早乙女が運営する私設刑務所の看守。常に帽子を着用し、左目には眼帯をしているが、帽子は鎧塚に髪を毟られて男性器型のハゲにされた部分を、眼帯も鎧塚に抉り取られた後、針を射出する義眼を仕込んだことを隠すためのもの。普段は笑顔を見せていて大人しそうな青年だが、実は物凄い短気ですぐに囚人に暴力を振るい、名前をからかわれる事を何よりも嫌っている。
かつては捨て子で先代怨み屋に育てられた一人である。荒羽や由香に再起動（リブート）計画を持ち掛け、怨み屋の覚悟を試す為に芝居を打ち、鎧塚が恨み屋商会のボスで裏切り者だと怨み屋に告げた。バイセクシャルであり鎧塚とは肉体関係があった（怨み屋はゲイで女性には興味が無いと思っており、それが里奈を預けた理由の1つになっていた）。鎧塚に対する憎悪はメンバーの中では一番であり怨み屋にも鎧塚を殺すのは自分だと警告している。なおそのために里奈を殺人マシーンとして鎧塚にぶつける算段まで計画していた。
鎧塚を恨んでいる理由は、鎧塚と彼が肉体関係を持つ「別の意味の元恋人同士」だったのに、鎧塚が自分をフッたから。しかも、その2人の情事を、早乙女の元で修行をしていた栞が目撃し、鎧塚と泡森の関係を知って身の毛がよだつ思いをさせた（怨み屋はこれが元で鎧塚と別れた）。恨み屋商会との戦いでは里奈の勇み足により窮地に陥り、鎧塚によって右目も潰されてしまう。義眼の針で隙を突いた後、里奈を放置して逃れようとするが、鎧塚に拘束され、助かりたい一心で先程の針も口にするが、手榴弾（早乙女の遺品）で胸元から下を吹っ飛ばされて爆殺された。その後、里奈や早乙女と共に遺体は怨み屋の判断で埋立て地に遺棄され、その死は世間に知られることになった。

#### その他の関係者・協力者
先代怨み屋
回想シーンのみの登場。
見た目は優しそうな老婆。現・怨み屋の宝条栞、荒羽天馬、相果川剛志を怨み屋として直に育てた人物。常に微笑を浮かべているが作り笑いだという。指示を出す際には「いいですよね？」と相手に有無を言わさない言い方をし、「いいですよね攻撃」と言われていた。まだ駆け出しの情報屋に対してアドバイスをしていたこともあり情報屋も彼女に恩義を感じている。
第3部では、彼女の住居は燃やされ、女性の遺体が発見されている事をJが情報屋に告げた。しかし、怨み屋本舗と恨み屋商会が抗争した時、情報屋の調査やドクターの告白で、ドクターが鎧塚に利用され、住居を放火した後、彼女を絞め殺して住居に放り込んだ事が明らかになる（その際に「裏切り者は医師だ」というメモを残していた）。彼女はアザミの絵柄がついた懐中時計を持っており、これを鎧塚が狙っていた。その時計は10億円が入っていたスイス銀行の口座番号と暗証番号が記したもの。彼女は「この時計を得る者は「怨み」を理解した者」である怨み屋（宝条栞）に「巨大な怨みを晴らす時にこの10億使うがよい」と告げ、譲り受けた。彼女はまた、曽武川にイヤリングを渡していた。
秦野 誠一（はたの せいいち）
警視庁松島署の刑事で寄木聡の部下。第4部から怨み屋の協力者となるが、第5部で死亡。
→#警察関係者
J（ジェイ）
情報屋の「耳」。情報屋のことを「ダンナ」と読んでいる。
常にスーツに、サングラス、マスク、そして「J」のロゴが入ったキャップを身に付けている正体不明の人物。非常に用心深いが、「耳」としては非常に有能で時に情報屋に助言することもある。
第3部では、情報屋の下請けから「親」になれるのではないかと考え、情報屋との「怨み屋に不利な情報は流さないでくれ」という約束を破り、先代怨み屋の住居が燃やされ、女性の遺体が発見されたことを情報屋に告げている。復讐代行業を取材していた秀島にもわずかにだが情報を流したり、恨み屋商会にも接している。
もしもの時を考え、いろんな人々と情報収集するために「『怨み屋本舗』の名刺」、「『恨み屋商会』の名刺」、「怨み屋の写真（秀島が隠し撮りした写真）」という3つのカードを利用しようとしている。
第4部では、恨み屋商会との抗争から3日後、柳海が自分の乳首を失ったのを「情報屋に自分を売ったJのせい」と逆恨みし短絡的に殺害された。情報屋はそのことを5ヶ月把握していなかったが、殺害の事実を小耳に挟んだ姫岸により明かされた。
トミー・ヴィスコンティー
日本でバーを経営しているアメリカ人男性。
情報屋の知り合いであり、情報屋とは文句を言い合っているが、仲が悪いという訳ではない。
第1部では情報屋の頼みで改造拳銃（引き金を引くと銃が暴発して銃の破片が体に突き刺さる仕掛けになっている）を用意した。第5部でも登場しており、寄木聡警部を暗殺をした趙と劉の情報を教えた。
大西 美紀子（おおにし みきこ）
第1部「顔を失くした女」の被害者。後述の経緯で怨み屋の協力者となり、彼女のアリバイ工作要因として活動する。
かつて、逆恨みで硫酸をかけられ、人前には仮面を被らなければならない程の火傷を負った。その5年後、怨み屋への標的抹殺の依頼の際、怨み屋の影武者やアリバイ工作に協力するという取引に応じた。
標的抹殺後、ドクターにより整形手術をして怨み屋と同じ顔を変え、死亡しているが、死亡届の出ていない内村緑という女性の戸籍を買い、本物の運転免許証やパスポートを取得し、内村緑として、生まれ変わり、大阪に移住している。怨み屋の指示を受けアリバイを作り、彼女が裏切らないように宮松を含む大阪支店の工作員に監視させている。
ママ
沖縄のオカマバー「ちゅらさん」のママ。オカマ。相果川の情報屋的存在ともいえる。
裏の社会に詳しく、オカマネットワークで沖縄中にいるオカマ達に情報提供を行っている。
成下 鞘華（なりした さやか）
通称「サヤカ」。肥満体で妄想癖のある女性。36歳。後に十二月田の個人的な部下となる。
自己中心的な性格で妄想・虚言癖な女で、いわゆる「電波系」の人物。肥満体だが幼少時に空手を習っていたことから動きは俊敏。第3部にて登場し、恨み屋商会に利用されて「地底人からの命令」として商会の仕事を行っていた（そのため、鞘華自身は商会のことを知らない）。その後、怨み屋の標的となって制裁を受け、第3部最終盤で十二月田の部下として再登場する。
鞘華による商会の仕事の被害者が怨み屋の依頼人となったことから、怨み屋の標的となる。強い妄想癖故の猜疑心の強さでシュウの尾行に気づき、逆に彼を捕獲・拷問をかけるなど怨み屋に苦戦を強いる。しかし、怨み屋が地底人に成り代わり、それを利用して社会的抹殺を敢行される。最後はトラックにはねられて重傷を負い、さらに今まで自分が起こしてきた通り魔事件の犯人として逮捕される。
その後、被害者が被害届を出さなかっために釈放される。十二月田を地底人と思い込んだまま、彼の指令を忠実に実行する存在となっており、十二月田からは「カプセル怪獣（モンスター）」と呼ばれる。直接的な戦闘力を持たない十二月田の実質的な武器となっており、危機に陥った際は彼女が呼び出される。
同作者の別作品『神アプリ』にも登場。
津加林 倭（つかばやし やまと）
第6部から登場する人気ミーチューバー。「ツカリン」という名で活動しており、登録者数は250万人以上で収益を寄付するなど善人。妻と娘がいる。
迷惑ミーチューバーのせいで娘が交通事故に遭い、その仕返しのために怨み屋に依頼する。
自らのチャンネルで怨み屋のことを動画にしようとするもそれがバレてしまい、ペナルティの代わりに臨時工作員として活動することになる。
以降はその拡散力を怨み屋に利用され、怨み屋が依頼を受けた事件の犯人や情報などをタレコミ動画として公開している。

### 警察関係者
寄木 聡（やどろぎ さとし）
警視庁保塚署の刑事課所属→警視庁松島署の刑事課課長代理。警部。42歳（第1部）→44歳（第5部）。口の左下に傷がある。
経験豊富で優秀な刑事。公正明大を信条とし、証拠を固めてから動くリアリスト。一方で正義感の強さから融通が利かない面があり、上層部からは煙たがられている。対照的に秦野など部下や後輩からの人望は厚い。また、事件に集中する余り家庭を顧みない性分でもあり、妻との不和が第5部冒頭の遠因ともなっている。他方で一人娘の桜花に武術を教え、父として尊敬されていたが、素寿美の変死事件に関して第5部開始時点では不仲となっている（詳しくは桜花と諸田の項目を参照）。
初登場時は保塚署に所属しており、「怨み屋の主義」で松島署に転属。怨み屋が起こした事件に関わることが多く、次第に怨み屋の存在を感じ取り、その存在に確信を持っていく。シュウとも会っており、彼が怨み屋の関係者であると睨んだ。怨み屋の似顔絵まで入手して彼女に迫るが、第1部最終盤にて怨み屋と同じ顔を持つ桐野美鈴の死体が見つかった事で疑問を残しつつ、怨み屋は死んだと判断して手を引く。
第2部では、叔父（和哉の父）の死の真相を探ろうとしている従弟の和哉に「謹慎中に勝手な事をするな」と告げたが、彼を止める事が出来なかった。
第3部及び第4部では、怨み屋が生きていることを確信し、再度自主的な捜査を進める。鎧塚が怨み屋への牽制のために寄木に情報を流すなどしたため、第1部以上に怨み屋の障害となる。しかし、怨み屋の大西美紀子を使ったアリバイ確保によって、結局攻めきることができず、怨み屋を逮捕できずに終わる。
第5部の第2話にて怨み屋が仲間に引き入れたい相手として名があがる。ところがその矢先に日中の路上で中国人犯罪者に殺害される。後にこの殺人は不倫中の妻が保険金目当てで中国人犯罪者に依頼した事件だったことが明かされ（「EVIL HEART」が黒幕だったことが後に明かされる）、娘の桜花が怨み屋に入るきっかけとなる。
第1話にも端役ながら登場しており、主人公・怨み屋以外では最古参の登場人物でもあった。
秦野 誠一（はたの せいいち）
警視庁松島署の刑事課所属。巡査長。寄木聡の部下。29歳（第5部）。
刑事としては未熟で寄木によく不備を指摘される。最初は上司の寄木を内心馬鹿にしていたが、やがて彼の生真面目さと実力を知り、尊敬するようになる。また母親が殺害された里奈に対して同情しており、何度も不幸な事件に巻き込まれた彼女のことを後述の亡き妹と重ねている。
かつて飲酒運転による悪質な轢き逃げ事件によって妹を亡くす。その後、犯人の柿庭は逮捕されたものの、虚偽の主張をおこなって本来の目安より低い懲役4年の判決を受ける（それにもかかわらず柿庭自身はまったく反省しておらず、被害者を逆恨みしていた）。これに不服を持ち、出所した柿庭に刑事という立場を悪用して嫌がらせを繰り返していたが、それが怨み屋にバレ脅される形となり彼女の協力者となっていた。ただし、その後、柿庭は怨み屋に実質的殺害にされており、秦野としては彼女に感謝している。
第4部にて上述のように怨み屋の協力者（10回要求を聞くよう脅されていた）となっていたことが明かされる。寄木聡の捜査状況や、警察の秘密情報にアクセスしてリークするなど、怨み屋の駒として働いている。終盤では、恨み屋商会一味を尾行していたところを木経により腹部を刺されて重傷を負い、怨み屋に借りを返す為、寄木に真の黒幕は恨み屋商会だと告げた。恨み屋商会壊滅後は退院しており、寄木と共に里奈の墓参りに行っている。
第5部では中国人2人組による強盗事件の聞き込みの際、目前で寄木が殺害されることとなり、怨み屋に必ず報復するよう頼み込み、聡の妻・葉華を紹介した。第5部の最終決戦で偉人に唆されて「DEVIL HEART」側に寝返り、怨み屋の命を狙うが、一方で殺す気のなかった桜花に怪我を負わせるなどしてしまう。その後、拳銃を奪われて形勢が逆転し、怨み屋に自殺してケジメをつけるように拳銃を返されるものの、反省する気はなく、その銃で彼女を撃つ。ところが、初めから秦野の行動予想していた怨み屋がコーディングクリームで銃口を塞いでおり、拳銃の暴発によって死亡する。
諸田 和友（もろた かずとも）
警視庁鉄道警察隊所属の警察官。後に本庁の刑事部刑事総務課に異動（第45話）。巡査部長。
情報屋の「耳（情報提供者）」で、警察の捜査情報を流している。パチンコ・競馬にのめり込んで多額の借金を背負っており、情報屋にリークするようになったきっかけでもある。
私生活や外見とは裏腹に優秀で、柔道にも長けている実力者。強請るために情報屋の正体を突き止め、本名を暴露する（第55話）。怨み屋からの協力要請に対して、これを利用して怨み屋も強請ろうと考えを許諾。しかし、実は罠で「実質的殺害」にされ死亡した（第57話）。
第5部の回想でも名前が登場しており、先輩である寄木聡から素寿美の事件の再捜査を依頼されたが、手を抜き、当初通り自殺と報告した経緯がある（聡と桜花の不仲の間接的原因）。
寄木 和哉（やどろぎ かずや）
神奈川県警刑事部捜査二課所属の刑事。警部補。寄木聡の6歳下の従弟。右眉の上に傷がある。
詐欺事件のエキスパートで、巣来間と同じくサーベル・エースを追う。巣来間と同じスペードのエースのストラップを持っており、また警察官だった父親の事故死に同組織が関わっているという密告も受けている。警察内部にもサーベル・エース関係者がいることに勘付いており、密かに捜査を進める。
謹慎中に美崎の計略にかかり巣来間を誤認逮捕してしまう。さらに単独行動を取るようになり、事件の核心に迫ろうとする。 寄木聡はその事を危惧しており、わざわざ会いに来てまで忠告したが和哉は聞き入れなかった。事件解決後は、部下の責任をとって停職処分を受け、左遷される。その後警察を辞めたことが巣来間から明らかになった。
第5部にも登場しており、聡の葬儀に参列した。

### 敵組織

#### 聖福教
信者約4万人を抱える中堅クラスの新興宗教団体。政界と深い繋がりを持ち、ある程度の事件なら揉み消してしまうほどの力を持つ。また、強引な勧誘法などでしばしば問題視されている。
第1部における最終的な敵であり、第1部のラストで怨み屋の仕向けた策略により麻薬取引の罪を着せられ壊滅する。
総務部長
本名は桐野 美鈴（きりの みすず）。病床の三像院輝子に代わって事実上、聖福教を取り仕切る人物。普段は帽子によって素顔がわかりにくくなっており、信者ですら側近で無い限りは男女の区別すらつかないが女性である。怨み屋と同じ顔を持つ。鼻をほじるのが癖。
自分本位な性格で神といったものもまったく信じていない。聖福教の教えも例外ではなく、道具程度の認識である。後述の宝条家への一連の行為や、時々褒美を授けることで上納金を効果的に集めるやり口など、とかく他者を操るのが上手い。彼女が取り仕切るようになってから、教団は不法な勧誘やマルチ商法紛いの体制へと変貌する。
聖福教の幹部職員の家に生まれ、聖福教を信じる両親を内心では馬鹿にしていた。高校時代、本人は容姿が醜かったためにいじめに遭っており、そこを正義感が強かった当時の宝条栞（同じく高校生）に助けられたことから、彼女に憧れを持つ。以後、変質的なストーカー行為を起こすようになるが、拒絶されたことから最終的に怨みを持つ。宝条栞の両親が聖福教被害者の会の顧問弁護士だったことを知ると、「教祖様のお告げ」と称して親やドクターの協力を得て宝条栞そっくりに整形し、宝条栞として売春を行った。しかしそれが宝条栞にバレてしまい訴えられることに。そこで狂信者を煽って宝条家を襲わせ宝条夫妻を殺害。狂信者も麻薬を打たせて死亡させた。こうして桐野美鈴は、宝条栞に怨まれることとなり宝条栞が怨み屋になるきっかけを作る。その後、この時の功績をきっかけに聖福教で地位を持ち、両親も謀殺して、現在の地位まで進む。
物語終盤、怨み屋を追い詰め、彼女を射殺する。直後に怨み屋に密かに誘導された木経透子から怨み屋と間違えられ、滅多刺しにされてしまう。そこへ本物の怨み屋が現れ、替え玉だったことを告げられる。逃れようのない「死」を前にして怨み屋に助けを求めるが、「私は貴方を救えない。貴方が誰も救えなかったように」と拒絶され、絶望の中で命を落とした。なお、桐野美鈴の死体は怨み屋の存在に気付いていた寄木に対するフェイクとして利用された。
岩近（いわちか）
聖福教の総務部長の側近。左目下の大きなホクロが特徴。かつてフランス軍の傭兵部隊に所属していた経験を持ち銃の扱いに長けている。
シュウを銃撃して追い詰めるも怨み屋の車で撥ね飛ばされ重傷を負う。総務部長の死亡後は逃げ出し消息不明であったが、第3部において再登場する。相変わらずマルチ商法紛いのことを行なっており聖福教の手口と同じく、部下を洗脳して詐欺同然の行為を善行と思い込ませていた。最終的には怨み屋の策略により逮捕されて破滅した。
三像院 輝子（さんぞういん てるこ）
聖福教の教祖。72歳。作中直接は登場せず話の中で語られるのみ。容姿も影が掛かっていて不明。
輝子自身は病気のために、既に数年公の場に姿を出しておらず、教祖代理のわずか10歳であるひ孫・三像院輝臣（てるおみ）を擁立した総務部長が事実上教団を取り仕切っている。
勧誘手法など何かと問題が取り沙汰される教団であるが、輝子の現役時は比較的まともな教団と認識されており（問題が無かったわけではない）、おかしくなったのは、彼女が病に伏した後、特に総務部長が取り仕切るようになってからである。

#### サーベル・エース
謎の多い詐欺組織。絆創膏の女が様々な犯罪のマニュアルなるものをばら撒いている。主人公の巣来間や寄木和哉が捜している犯罪組織であり、第2部における最終的な敵。
実は架空の犯罪組織で、正式な構成員は絆創膏の女こと美崎優ただ一人で、彼女が犯罪のマニュアルを直接は無関係の悪人達に渡すことでサーベル・エースが成り立っている。
サーベル・エース（絆創膏の女） / 美崎優（みさき ゆう）
プロファイリングと犯罪心理学を専攻しており、人心のコントロールに長けた端正な顔立ちの黒髪ショートカットの女性。33歳。普段は、寄木和哉の部下としてドジを装いつつ振舞うが、本性はプライドが異常に高く、自分以外の人間を見下している。その裏の顔は絆創膏の女として「サーベル・エース」を主催し、荒稼ぎすると同時に、自身のプライドに抵触した人間を陥れたり、遊び感覚で犯罪者を操ったりしていた。顔の絆創膏はそれに注意を向けさせ自身の顔を覚えにくくするためのもの。
心理学者であった実父と性的関係を持っており、最後の一線は20歳と決めていたが18の時に最愛の父が事故死してしまう。そこで父と面影が似ていた巣来間の父・良助に惚れ、求愛するが拒否され、屈辱を受ける。警官になった7年後、良助夫妻が仲睦まじくしているのを見て憎悪を抱き、詐欺の汚名を着せた上で練炭自殺に見せかけ殺害。殺人だと気付いた寄木の父も誘惑し関係を持った後、事故に見せかけ殺害していた。
その後、絆創膏の女として「サーベル・エース」を作り面白半分で様々な詐欺を働いて荒稼ぎした上で（最終的には約15億円）、自身が考案した巧妙な犯罪の手口をマニュアル化し、有料で悪人達に提供する（彼女曰く「悪意の拡散」）。さらにネットで知り合った正田を「闇の警察官」として操作し、11人以上を間接的に殺害させる指示を出したりした。
終盤、正田に撃たれて死亡したかのように偽装し、偽造パスポートで海外逃亡を画策する。しかし、巣来間に見破られ、追い詰められる。本性を表し、全てを明かした上で巣来間を殺そうとするが失敗し、彼に何度も殴打される。しかし殴ったのは罠であり、密かに小型カメラを取り付けていた。そこで更に「お前の預金は全部奪った」と嘘をつき、美崎が慌てて確かめるためにパスワードを打ったところを情報屋にハッキングさせ、詐欺で得た金を全て警察に送りつけられてしまった。文字通り巣来間の手によって全て失い、直後に駆けつけた寄木和哉によって逮捕された。
逮捕後の実況見分中、恨み屋商会の人物から「正田育成に失敗したマヌケに用はない」といわれ、商会のスナイパーによる遠距離から狙撃され死亡する。
正田 善人（しょうだ よしと）
歪んだ正義感を持つ男。サーベル・エースに唆され、「闇の警察官」として動く。
両親の影響を受けて身勝手な正義の価値観を持つようになり、中学生時は正義の名の下にいじめやカツアゲを行なっていた。高校卒業後、警察官を目指すもまったく勉強しなかったため試験に落ちてしまう。ネット上で犯行予告を行い逮捕されるが、そのことでさらに屈折した正義感を持つようになる。そしてネットで知り合ったサーベル・エースから徴発されたことで殺人を犯し、自らの存在価値を証明。そこに目を付けた彼女によって「闇の警察官」として働くことを持ちかけられ、正義の名の下に10人以上の人間を殺害した。中には放火による巻き添えで被害を受けた人間も含まれていた。
直情的で粗暴な性格の反面、用心深い性格も持ち合わせ、自分に繋がる証拠を全く残さず、正体を掴むことすら難しい。美崎が恨み屋商会に殺された理由が彼の育成に失敗したことである為少なからず恨み屋商会に注目されていた模様（事実歪んだ正義感を持っている点は同じ）。
美崎に扇動されて河原を殺すが、これが原因で正体が巣来間にばれてしまう。最期は、その用心深さによって巣来間の罠にかかり、油の入ったドラム缶を撃たされ焼死する。

#### 恨み屋商会
怨み屋本舗と同業の謎の復讐代行業者。ただし、逆恨みによる依頼も受けたり必要以上に標的を痛めつけたり無関係の者を平気で巻き込む（殺害も平気で行う）など仕事内容は怨み屋本舗より荒い。第2部のラストに美崎を暗殺した組織であり、第3部への引き金となる。怨み屋本舗と同様、黒い名刺を使い、「正義の制裁」との語句を盛り込んでいる。第4部における最終的な敵。第6部では政治家の依頼で邪魔者を消す「殺し屋」稼業も行っていたことが判明する（その類いの仕事をする時は後で脅迫に使えるよう依頼時の映像を『WORST FILE』の名で残しており、第6部最終決戦のキーアイテムとなる）。
鎧塚 凱夢（よろいづか がいむ）
恨み屋商会のボス。蛇柄のスーツがトレードマーク。元怨み屋本舗のメンバーで、当時の怨み屋の恋人。
人心を操ることに長けた男で、自己評価の高い自信過剰な人物（里奈は「人をいじめるのを楽しんでいる」「いじめっ子がそのままオトナになった典型的な下衆野郎」と評した）。能力は高い一方で思い込みが強い欠点や、弱者に対する油断があり、また自身の失敗は認めず他人のせいにする悪癖を持つ。自分達の行為を必要悪と考える怨み屋に対して、自らを「正義」と標榜しており、標的に必要以上の制裁を加える。依頼人への「その復讐に正義はあるか？」の問いが決め台詞。
部下は「使い捨ての道具」としか考えておらず側近として優遇するのも刑部が死んだ時に悲しむそぶりを見せたのも忠誠心を高めるための芝居に過ぎない。
元怨み屋本舗の厚木支店長で、当時は恨み屋の恋人。知能・戦闘能力共に高いため、周囲に怨み屋の次期後継者と目されており本人もその気でいたが、その性格を危惧した先代によって現怨み屋が後継者となったため、逆恨みし厚木支店による反乱を起こす。最終的に怨み屋に崖から突き落とされて死亡したものと思われていたが、存命しており、恨み屋商会を立ち上げて復讐の機会を狙っていた。
第3部ではREBOOT計画の遠因の存在として初登場する。その後、先代怨み屋の殺害や、彼女の懐中時計に絡んだ謎について暗躍していたことが明かされる。柳海の独断専行で計画が狂ってしまうも、すべての裏を明かした上で自身が操っていたドクターを殺害し、柳海への制裁で怨み屋との手打ちを行い幕引きを図る。
第4部では藤堂や由解を操って怨み屋との抗争に備える一方で、先代の懐中時計に隠されているという10億円の行方を追う。怨み屋達の居場所を知るため、早乙女の私設刑務所を襲撃して早乙女・泡森・里奈の3人を殺害するも、刑部を失った上、里奈からは性格の弱点を突かれて左目を失明する。
最終決戦では怨み屋との謀略戦の末に、怨み屋に操られた由解が率いる数百人の半グレメンバーに襲われることとなり、混戦の中を柳海や麻生を切り捨て生き延びようとする。しかし、怨み屋に阻まれたため隠し持っていた拳銃で銃撃。そのまま抹殺を計るが死んだと思っていた十二月田の目潰しによって形勢逆転され、全く歯が立たないまま怨み屋に叩きのめされ左膝を破壊され動けなくなった。自分も連れて逃げるように脅しをかけるが、怨み屋の計略によってそれまでの信頼が一転して憎悪に転じた柳海に襲われ、ナイフで額を刺された上に滅多刺しにされて死亡（これは鎧塚の性格をして自身が駒としか見てなかった者に殺害されるのは最大の屈辱だろうと考えた怨み屋にとっての最大の復讐方法）。
柳海 律子（やなみ りつこ）
恨み屋商会のNo2。鎧塚の側近で「俺の右腕」と呼ばれている。
飾り気の無いボブカットの女性。眉間にあるホクロが特徴。「瞬殺サイボーグ」と呼ばれる空手の達人で、その名の通り標的を一瞬で抹殺する。鎧塚を好いており絶対の忠誠を誓うが、逆に鎧塚から好意を利用されている面もある。純粋な戦闘力は高いが、嫉妬・激昂しやすい分、操作されやすい事と詰めが甘いという2つの欠点を持つ。
溺愛された弟に嫉妬し赤ちゃんである弟にタバコを飲ませるなどの悪事を繰り返した結果、親に見捨てられ小学生ぐらいの年齢には施設におり、施設で虐められたことをきっかけに力を欲し、施設の近くでの公園で空手をやっていた年上の高校生の男の子に自分の身体を売る(性的な事)を報酬に空手を習ってメキメキ上達、しばらくしていじめっ子を倒すほど実力をつけた。その後、年月を経て上記の空手をやっていた年上の男と付き合うが、男が別の女に不倫した現場を目撃した事で激昂、相手の不倫女を殺害した過去を持ち、その後鎧塚にであって商会に入る事となった。
第3部終盤において、かつて鎧塚の恋人でもあった怨み屋への嫉妬心もあり独断専行で「怨み屋」のアジトを襲撃する。アジトを手榴弾で爆破したり、里奈を丸坊主にするなど怨み屋を追いこむものの、得意の格闘戦で彼女に追い込まれて襲撃は失敗に終わる。最後に現れた鎧塚によって柳海の乳首を切断することで抗争を手打ちとする。
第4部では鎧塚の忠実な部下として彼と行動を共にすることが多く、かつてのボス・由解と鎧塚を引き合わせるなど暗躍する。最終決戦では、鎧塚に捨てられる形で由解の部下100人を相手に置き去りにされる。それでも鎧塚を信じて大半を返り討ちにし、瀕死のところを怨み屋に助けられる。そして鎧塚に屈辱的な死を与えたい彼女によって彼への不信を確信に変えられ、最期は残った気力で鎧塚を殺害し、自身も息絶える。
麻生 寧音（あそう ねおん）
恨み屋商会のNo3。
ナイフ使い（手持ちでの戦闘にも投擲にも長ける）の華奢な女性で、金髪のショートヘアで濃いめのアイシャドウをしている。残忍かつ好戦的な性格で、商会が請け負った仕事で直接は関係のない標的の家族を無残に殺害する。
第4部では私設刑務所の襲撃などに関わる。最終決戦では鎧塚を補佐して逃走するが、巣来間らが仕掛けた棘柵の罠の気配を察知した鎧塚によって囮にされ、罠で重傷を負う。鎧塚に捨て駒にされたことにも気づかぬまま彼のために戦い、手負いの状態でも巣来間に重傷を負わせる。シュウとの戦いで優位に進めるが、自分のナイフが里奈を殺したことを告げた途端、激昂されて返り討ちに遭い、罠に倒れ込み、柵が身体を貫通して死亡する。
刑部 英郎（おさかべ ひでろう）
恨み屋商会のNo4。第2部で美崎を殺害したスナイパー。
銃器の扱いに長けた寡黙な男で、特にスナイパーライフルを得意とする。本格的に登場したのは第4部であるが、第2部で美崎、第3部でドクターを射殺した張本人である。そのころは影が掛かっているため外見は不明だった。
第4部では早乙女の私設刑務所を襲撃し、数の多寡もあって相手を追いこむ。瀕死の早乙女を軽んじるが、そのために彼が隠し持っていた仕込みナイフで返り討ちに遭い死亡する。
成下 鞘華（なりした さやか）
肥満体で妄想癖のある女性。36歳。恨み屋商会の工作員で、後に十二月田の個人的な部下となる。
→#その他の関係者・協力者
木経 透子（きつね とうこ）
第1部の登場人物（標的）。後に恨み屋商会の工作員として再登場する。
キツネ顔で極度の妄想・虚言癖のある、自称天才。性質の悪い女で人を陥れる事に関しては頭の回転が早く、行動力がある。また非常に執念深く、何よりも復讐を優先する。幼少時より裕福な環境で自己中心的な母親に過剰に保護されて育った為、極めて自己中心的で我侭な性格が形成される。
第1部にてストーカー事件の犯人として登場。その後、被害者から依頼を受けた怨み屋によって社会的抹殺されるが、それによって怨み屋の存在を感じ取り、以後、怨み屋への復讐のために動き出す。最終的に怨み屋によって、その執念深い性格を利用され、総務部長こと桐野美鈴を殺害する駒として利用される。そして現場から逃亡し、自分に殺しの才能があることを確信し、行方不明となる。
第3部・第4部にて恨み屋商会の工作員として正式に再登場する。怨み屋への復讐心を鎧塚に利用される形となっており、鞘華の後任扱いにされている。
第4部最終盤では、鎧塚の殺人を録画した十二月田を殺害しようとするが、十二月田から重りの入ったリュックサックを着せられた上で共にドブ川に落ち、ヘドロの溜まった川底で溺死する（後に十二月田本人にも指摘されているがこの時十二月田の生死を確認しなかった事が鎧塚の敗因の1つになっている）。

#### EVIL HEART（エヴィル ハート）→DEVIL HEART（デヴィル ハート）
第5部に登場する犯罪組織（個人名としても使用される）で、敵役（第5部の主要な事件の初期からの黒幕である）。復讐代行業「EVIL HEART」を名乗り、インターネット上で依頼を受けていた。部の終盤で「DEVIL HEART」と改名する。
その手法は、歪んだ正義感を受け付けた工作員を作成し操作することで、標的を殺害させるというもので、無関係の人間も死ぬなど、かなり悪質だった。逆恨みなども気にせず、実質的には殺し屋と変わらない（特に「DEVIL HEART」と改名してからは、依頼人や標的とは無関係な子供を誘拐し、その親に標的を殺させていた）。
その真の目的は、ボスである偉人の個人的な復讐心や欲求を満たすためというものであった。
春木 偉人（はるき ぐれいと）
「EVIL HEART（DEVIL HEART）」の中心人物。中学2年生。「DH」と書かれた野球帽がトレードマーク。
中学生とは思えないほど頭の回転が早く、人を操作することに慣れた少年。ドライな性格かつ冷酷で自ら殺しを行うことも厭わない。第5部でしばしば登場し、後に「EVIL HEART」の創設者で、黒幕であることが明かされる。天才少年として、小学生の時からスマホアプリ開発などで数千万を稼ぐなど才幹を発揮していたが、姉のアヤがイジメを受けて硫化水素自殺を行い両親を巻き込んで死亡してしまう（そのため、天涯孤独の身となる）。その後、姉の日記から彼女を死に追いやった者たち（特に素寿美）と彼女の恨みの対象（一度姉弟を助けた桜花も「そのせいでイジメがエスカレートした」と逆恨みしていた）を知り、元来のドライな性格と「多額の金を持ち生活力もある自分が親戚の家や児童養護施設で不自由な生活を送る羽目になった」という逆恨みも合わさって、その復讐と「EVIL HEART」の創設に至る。
基本的に自分は影に徹し、火川などを間に噛ませて人を操作する。火川が怨み屋に察知された際には、口封じのため、先んじて彼を殺害してしまう。「DEVIL HEART」と名を変えた後に始めた「人質ゲーム」では自らのその疑われにくい立場を利用して現場に出入りし、自らとほぼ同年齢の人質を自ら殺すなど冷酷な側面を見せる。また、上記の通り、姉の逆恨みから桜花のことも狙っており、終盤において「EVIL HEART」の起こした事件の犯人に仕立て上げようとする。
部の終盤に入ると自らの計画を邪魔する怨み屋の存在を知って、彼女らを潰すために行動を起こす。怨み屋たちに賞金をかけたり、外国から集めて来た殺し屋達に命を狙わせるなどして追い込むが、最終的にはすべて失敗してしまう。最終盤で切り札として実は秦野を裏切らさせており彼に彼女の命を狙わさせるが、それもブラフで実は彼女による警官殺しを証拠として脅すことが目的であった。しかし、それも彼女には見抜かれており、いつの間にか怨み屋に操作されていた暮町（「EVIL HEART」の依頼人だが事後怯えていた）にナイフで滅多刺し（「人質ゲーム」で偉人に子供を滅多刺しにされて殺された夫婦が「同じ目に遭わせて欲しい」と依頼したため）にされて死亡する。その死後、彼の悪事は世間に知れ渡る。
大場 宏佳（おおば ひろか）
偉人の協力者。35歳。
キツめの目つきが特徴の女性。
第5部の1年前に、元彼に騙されて400万円の借金を背負うことになった際、出会い系サイトで知り合った偉人から「一千万円やるから母親になってくれ」と頼まれ、ビジネスとして彼の母親となる。彼女を騙した元彼はその後、偉人が操作した火川に殺害されており、偉人を恩人として彼のためなら何でもすると豪語する。基本的に偉人の手足となって動いており、中盤での桜花を嵌める作業や、「人質ゲーム」における児童誘拐などは彼女が行っている。
終盤、怨み屋のアジトを突き止めるため、彼女を尾行するが気付かれてしまう。偉人の過去を喋ってしまったため、彼に見限られ、彼に操作された男に殺害されてしまう。
火川 海拓（ひかわ かいたく）
「EVIL HEART」の人員。
首にトカゲのタトゥがあり、両耳に3つずつピアスをしている男。部の前半において「EVIL HEART」の黒幕と目されていた人物で、桜花が追っていた「トカゲのタトゥの男」本人である。
かつてドラッグディーラーをやっていたころに、素寿美と関わりを持ち、彼女から脅されていた。その後の経緯は不明だが、偉人に指示されて素寿美を自殺に見せかけ殺害、さらに大場の元彼も殺害している。
第5部開始時点では「EVIL HEART」の元締めとして各工作員に指示を出しており、本来なら社会的抹殺の依頼であろうと、サービスとして実質的殺害を行う癖がある。その工作員が怨み屋の標的となったことから、彼女らに狙われることとなり、素寿美との関わりから桜花や、また桜花のスマホの履歴から十二月田を殺害しようとするが、怨み屋の策略によって自身の正体がバレてしまい、逃走。高飛びするための資金を貰おうと公園で本物の「EVIL HEART」を待っていたが、口封じとして偉人に殺害された。

### その他の人物
複数のエピソードに登場したり、レギュラーキャラクターと関係が深い人物を挙げる。

#### 第1部から登場
漆原 正太郎（うるしばら しょうたろう）
漫画家でアニメ化もされ大ヒットした「電脳探偵K」の作者。初登場時は独身だったが、7巻42話の1ヶ月前に結婚。何度か怨み屋に依頼を行ない、また関わった。
自分の周りで起きた事柄を漫画のネタにしてしまう程タフな性格（例えば初登場時でのストーカー被害を元に、「ストーカーガール」という新作を刊行していた）で時には怨み屋の手段に注文を付けることがある（例えば自分のホームページに詐欺広告をしつこく書き込むネット詐欺師の抹殺のためにそのターゲットがこの世に存在していた痕跡を消して社会的に削除してほしいと頼んでいる）。しかし、怨み屋を題材にしようとした時は本人から警告を受けるも、怨み屋をモデルにしたキャラクターを登場させている。また、読者を大事にしたいなどと言っているが、援助交際など矛盾した行為も行なっていた。
怨み屋は彼のマンガが好きらしく新刊がでるたびに買っている。
その後も木経薫をアシスタントとして雇っていたことや、編集者が自身の名を利用して女性問題を起こしていたことなどで怨み屋と関わる。
ある種、作者本人を投影した人物となっている。挨拶をしない人間が嫌い。
ヨシエ
都内に24軒のアパートを所有する総資産20億円の未亡人。
ホストクラブに通い詰めて熟専のシュウの上客となっており、シュウの為に怨み屋と火花を散らしたこともある。
シュウにより何度か怨み屋に依頼をしたこともありまた彼女のアパートは怨み屋が始末する舞台として利用したこともあったり里奈が仮住まいのためのアパートをシュウを通じて提供したこともある。
黒須川 真（くろすがわ まこと）
弁護士。怨み屋への依頼者の弁護人（一般民事や法律事務など）としてしばしば登場するが、怨み屋との直接的な関係は特に描写されていない（そもそも初登場時は、怨み屋に依頼する前の段階で関わっていた）。『リセットマン』など、同作者の他作品にも登場し、同作者作品での弁護士の記号的な面が強い。
異常な程の潔癖症であるが、初登場時を除いて特に描写されていない。
北金目 健治（きたかなめ けんじ）
里奈の義父。表向きは優しい父親を演じ、妻（里奈の実母）にも良い顔をしているが、裏では里奈を恒常的にレイプし、性欲のはけ口としていた。里奈の男性嫌いの元凶。
怨み屋によって不良外国人のジャックにレイプされて同性愛者に変えられてしまう。女性に触られると蕁麻疹が起きるほどの女嫌いとなり、言動もオカマのそれとなって、健治の方から離婚を切り出すという形で処理される（里奈はこの代金を払うために工作員として怨み屋に入る）。
その後、麻薬成分を含んだ催淫剤の虜となり、その代金のため、女装して路上強盗に及ぶようになる。やがて強盗で1人を刺殺し、さらに里奈の家へ強盗に入り、里奈の母を滅多刺しにして殺害し、貯金を奪い取る。その怨み屋達によってゲイの不良外国人の集まりで薬を幻覚を引き起こす物に摩り替えられ、薬で狂ったジャックにナイフで滅多刺しにされて殺される。
伊与田 マサル（いよだ まさる）
情報屋の知人で、情報屋が閲覧するホームページ「亀っ子クラブ」の運営者。初登場時は中学3年生の少年。
動物が好きで、それが縁で情報屋と知り合う。また正義感が強く、苛められていた同級生を助けるが、それが原因で不良たちに目をつけられ、濡れ衣を着せられ、さまざまないじめに遭い、愛犬を殺された挙句、自身も耐え難い屈辱を受ける。その後、事情を知った情報屋が怨み屋に働きかけ、彼を守る。
第3部で高校生となって登場。車上荒らしに間違われ、正義の味方を自称する通り魔グループによって殺害される。その後、情報屋の依頼で怨みが晴らされる。
木経 薫（きつね かおる）
木経透子の弟。姉と同じくキツネ顔で妄想癖・虚言癖のある男。一人称は「拙者」。語尾に「ござる」をつけ、姉のことを「姉上」と呼ぶ。親指をくわえるのが癖。口癖は「イジメは倍返し?」。
姉同様、人を陥れる事に関しては頭の回転が早く、執拗で狡猾な嫌がらせを敢行する青年。十二月田を追い詰めるも、最終的には怨み屋の手腕に敗北。精神的、肉体的、共に制裁を受け、東京が怖くなって実家へ帰ってしまった。
手塚 和夫（てづか かずお）
都立舎人川西高校の数学教師。40歳独身。表情をほとんど変えないことから、生徒達からは「テツカ」（鉄仮面の意味）と呼ばれている。悪人ではないが平穏な生活を求めており、学校内のいじめにも無関心。
第1部終盤、体育教師の品川にカツアゲ等の虐めを受けていたため怨み屋に社会的抹殺を依頼。怨み屋に対面した際、彼女が首に掛けていたネックレスから、過去に舎人川西高に在籍していた（被害に遭った事件も相まって強い印象のあった）宝条栞の存在を思い出し、高校の過去の卒業アルバムを確認しその正体に気付く。その後、母がハマって自分の人生に害を及ぼしていた聖福教の壊滅を依頼、総務部長との最終決戦の引き金ともなった。その後卒業アルバムを処分し寄木からの追及に対しても持ち前の無表情と校内で認識されているキャラクターにより沈黙を守り通した。

#### 第2部から登場
河原 綾乃（かわはら あやの）
区役所の女性職員。巣来間の同僚。
ごくごく普通の女性。聡明で正義感が強く真面目な性格で、巣来間曰く「学級委員長タイプ」。最初は巣来間をそのまま額面通り、うだつの上がらない男と見ていたが、手入れの行き届いた指先や、時折のぞかせる鋭い視線から、次第に気にかけるようになっていき、お互いに想いを寄せるようになる。
終盤、自分を振った男（巣来間良助）の息子である風介を苦しませるためだとして、美崎に操作された正田に殺害される。さらにその罪が風介に着せられる。しかし、河原が正田に繋がる手掛かりを残しており、結果として、正田ひいては美崎に繋がる突破口となる。

#### 第3部から登場
漆原 華蓮（うるしばら かれん）
漆原正太郎の妻。旧姓：冬月。端役としては第1部にも登場している。
容赦のない激しい性格の女性で、浮気性の夫・漆原を罵詈雑言の上に殴り飛ばす。既に夫には愛想を尽かしているが、人気漫画家で稼ぎ頭のため別れる気はなく、自身も夫の編集者と不倫している。
実妹・冬月かすみがその不倫相手の妻とのトラブルからプロストーカーの被害にあった際に、漆原が妹を助けるように仕向け、夫と妹が不倫関係になるよう誘導する。なお、幼少時のエピソードが元で妹への愛情は薄い。
秀島 政史（ひでじま まさふみ）
週刊誌・週刊蒐英の記者。
第3部「オトナ未成年」からの登場人物だが、それ以前から小さなコマに登場している。
怨み屋の存在を知って調査を行い、カツアゲで息子を殺害された母親を餌に怨み屋へ迫ろうとする。ところが、怨み屋の返り討ちに遭い、さらに金に困っていることを餌に協力者にさせられる。ところが、秀島自身が実質的殺害の依頼を受けた怨み屋の標的であり、一石二鳥を狙った彼女によって別件の工作員として社会的抹殺した標的から滅多刺しにされ殺害される。
菊荷（きくに）
悪徳弁護士。
怨み屋への標的の弁護人としてしばしば登場する。怨み屋は「どこかで見た記憶がある」と彼のことを知っているようだが、詳細は不明。第4部にも登場しており、中国の結婚詐欺の手口を後に怨み屋の標的となる男に伝授するなど謎が多い。

#### 第4部から登場
藤堂 歩（とうどう あゆむ）
IT企業「TDシステムズ」の社長。後述の因縁から怨み屋を狙う人物。第4部前半の敵。
IT企業を立ち上げ業績を伸ばすやり手の若社長。かつて雇っていた従兄弟が怨み屋の標的となった関係で、その復讐に巻き込まれる形となり、会社が傾き辛酸を舐めた過去を持つ。怨み屋のことはまったく知らなかったが、復讐心は忘れずにいたところを鎧塚に出会い、怨み屋について教えられ、復讐を誓う。
新進気鋭の社長だけあって能力は高く、また過去の経験から怪しい人間を見抜く才を持つが、一方で鎧塚には良いように利用されており、第4部前半のキーとなる復讐代行サイト「AVENGE」（恨み屋商会はこのサイトを使って半グレなどに依頼を安価で下請けさせることで中間マージンを得る手法を取っていた）を使っての作成を行う。また、普段は冷静で寛大に見える一方で本性は執念深く、会社に損害を与えた社員のパソコンにハッキングしては無実の罪に陥れて解雇するなど、陰湿で悪辣。
元々怨み屋たちには存在は察知されていたが半ば放置されており、中盤でAVENGE壊滅を含む依頼が正式に来たことで怨み屋の標的となる。最終的に情報屋の手腕でハッキングなどの悪事がすべて明るみとなり、巡回中の警察官に逮捕され社会的に抹殺される。
強羅 剛（ごうら つよし）
警視庁松島署刑事。悪徳警官。
相手を威嚇するような強面の男で、署内の検挙率トップを誇り「オトシのゴウさん」と呼ばれる敏腕刑事として知られる人物。その実体は違法で強引な取調べ（精神的な拷問と言って良いレベル）による自白の強要と目撃者を脅迫して自分に有利な証言をさせた結果であり（苦情も来ているが検挙率の高さから上層部も黙認していた）、また、捜査費を不正流用したり詐欺グループに警官ゆえに知りえた住民調査した個人情報リストを流すことで報酬を受け取っていたり、押収した薬物を用いた女性へのレイプの常習犯でもあった（彼を調べた情報屋は「刑事のくせにヤクザよりもタチが悪い」と評した）。
第4部「つぶやく者達」にて、標的の罠に嵌り警察に捕まった依頼人の担当刑事として登場する。無実と知った後も依頼人に謝罪せず、「国家権力を敵に回したくないよな？」と脅している。その次の「被冤者」にて、強羅によって自白を迫られ殺人犯に仕立て上げられた依頼人（強引な取り調べを行い、自殺した妻子の死に顔を見せるといって、自白調書にサインさせた。）により、怨み屋の標的として登場する。怨み屋の調査によって、真犯人が他ならぬ強羅であり（被害者に万引きをネタに便宜を図らされていた事への復讐）、また自白を引き出すために依頼人の妻子を自殺に見せかけて殺害していたことが判明（更に脅迫した証人が自責の念に堪えられなくなり真実を話そうとするとこちらも自殺を装って殺している）。最終的に押収薬物の不正利用や同性との性交、共犯の詐欺師の殺害といった醜聞を仕立てられた（つまり今度は彼が冤罪をかけられた）挙句に、それら冤罪事件の真実を明るみにされ社会的に抹殺され、共犯である後輩刑事と共に逮捕される。
その後、刑務所内では悪徳刑事ということで囚人達から復讐や性行為の強要といった毎日を送り、すっかり気の弱い人間となってしまった（最低5人の殺人で立件されていて余罪も多数あるのに何故死刑にならなかったのかは不明）。
由解 光明（ゆげ みつあき）
関東で力を持つ、いわゆる半グレ「多威我亜連合（タイガー連合）」のボス。第4部後半におけるもう1人の敵。
振り込め詐欺や違法風俗などの犯罪で荒稼ぎしている犯罪集団のボスで、約百人の部下を持つ。かつての柳海の上司でもあり面識がある。犯罪集団のボスとして抜け目ない性格と能力を兼ね揃え、部下を自分の駒として巧みに騙しているが、怨み屋や鎧塚には毎回出し抜かれてしまう。
ある一件で部下が怨み屋の標的となったことから、その報復として行方を追っていたところ、怨み屋の壊滅を目論む鎧塚の接触を受ける。怨み屋（正確には里奈と泡森）の拘束を鎧塚に依頼するが、鎧塚から殺人の押し売りをされ、3億円をふんだくられる。そこに今度は怨み屋が接触を図り、鎧塚との同士討ちを企むが、怨み屋にとっては初めから鎧塚を陥れるための囮であり、第4部クライマックスで怨み屋の狙い通りに操作される。
最後は、怨み屋の策略で真実を知らされた部下達から報復され、その乱闘の最中に荒羽が多威我亜連合の悪事の証拠を送りつけた上で呼んだ警官隊が到着、一斉検挙によりグループは壊滅、彼も寄木に逮捕され14の罪状により懲役17年の実刑を受けた。
なお、彼が溜まり場にしていたクラブは後にシュウが買い取ったらしく第7部にシュウの経営店の1つとして再登場している。

#### 第5部から登場
寄木 葉華（やどろぎ ようか）
寄木聡の妻で桜花の母。
夫の聡が中国人犯罪者に殺害されたことから、その報復を怨み屋に依頼する。ところが不倫相手と共謀の末に「EVIL HEART」を利用して中国人・趙に夫の殺害を依頼した黒幕であり（後に実は「EVIL HEART」の方が彼女たちを利用して夫殺しを行わさせた事が語られる）、その後、自分達を強請ってきた彼らを始末するために怨み屋に依頼したことが判明する。
自分達を騙そうとしたことの他に、桜花を仲間に引き入れたい怨み屋の思惑もあり、不倫相手と共に怨み屋に唆された趙の兄に殺害される（なお、もし怨み屋達が彼女たちを殺さなくても桜花に「家族全員が死ぬ」という偉人の思いを味合わせる為「EVIL HEART」が殺害する予定だったことが最終盤で明かされる）。
最早 素寿美（もはや すずみ）
桜花の幼馴染。故人。
小学生のころは黒髪で眼鏡をかけた大人しい容姿だったが、私立中学に落ちて公立に入った後にそこで不良となる。悪友達とつるみ、少年法で保護されているのをいい事に平気で悪事を働き、ドラッグにも手を出す。さらに、ドラッグディーラーの火川にも「ドラッグをタダでやらないと警察に言う」と脅していた。作中では自殺したとされている。
中学2年の時、春木姉弟（アヤと偉人）をカツアゲしていたところを桜花に妨害され、返り討ちに遭う。そこでアヤを逆恨みするようになり、命令を聞かないと家族を殺すと脅した上で、出会い系で売春をさせ、その売上を得ていた。アヤが自殺した後、偉人に狙われることとなり、火川によって自殺に見せかけて殺害される。

## 書誌情報
レーベルはいずれも集英社・ヤングジャンプ・コミックス。
『怨み屋本舗』 全20巻
1. 2001年11月19日発売、ISBN 4-08-876231-2
2. 2002年05月17日発売、ISBN 4-08-876303-3
3. 2002年10月28日発売、ISBN 4-08-876363-7
4. 2003年03月19日発売、ISBN 4-08-876420-X
5. 2003年07月18日発売、ISBN 4-08-876479-X
6. 2003年12月18日発売、ISBN 4-08-876545-1
7. 2004年04月19日発売、ISBN 4-08-876604-0
8. 2004年08月19日発売、ISBN 4-08-876664-4
9. 2004年12月17日発売、ISBN 4-08-876727-6
10. 2005年04月19日発売、ISBN 4-08-876791-8
11. 2005年08月19日発売、ISBN 4-08-876844-2
12. 2005年12月19日発売、ISBN 4-08-876899-X
13. 2006年05月19日発売、ISBN 4-08-877071-4
14. 2006年07月19日発売、ISBN 4-08-877118-4
15. 2006年08月18日発売、ISBN 4-08-877135-4
16. 2006年09月19日発売、ISBN 4-08-877150-8
17. 2006年11月17日発売、ISBN 4-08-877180-X
18. 2007年03月19日発売、ISBN 978-4-08-877245-5
19. 2007年07月19日発売、ISBN 978-4-08-877301-8
20. 2007年10月19日発売、ISBN 978-4-08-877343-8

『怨み屋本舗 巣来間風介』全6巻
1. 2007年12月19日発売、ISBN 978-4-08-877373-5
2. 2008年04月18日発売、ISBN 978-4-08-877437-4
3. 2008年07月18日発売、ISBN 978-4-08-877480-0
4. 2008年10月17日発売、ISBN 978-4-08-877532-6
5. 2009年01月19日発売、ISBN 978-4-08-877584-5
6. 2009年06月19日発売、ISBN 978-4-08-877652-1

『怨み屋本舗 REBOOT』 全13巻
1. 2009年07月03日発売、ISBN 978-4-08-877687-3
2. 2009年07月03日発売、ISBN 978-4-08-877688-0
3. 2009年09月18日発売、ISBN 978-4-08-877710-8
4. 2009年11月19日発売、ISBN 978-4-08-877770-2
5. 2010年02月19日発売、ISBN 978-4-08-877792-4
6. 2010年04月19日発売、ISBN 978-4-08-877846-4
7. 2010年07月16日発売、ISBN 978-4-08-879002-2
8. 2010年10月19日発売、ISBN 978-4-08-879049-7
9. 2010年12月17日発売、ISBN 978-4-08-879084-8
10. 2011年03月19日発売、ISBN 978-4-08-879124-1
11. 2011年07月19日発売、ISBN 978-4-08-879176-0
12. 2011年11月18日発売、ISBN 978-4-08-879230-9
13. 2012年01月19日発売、ISBN 978-4-08-879261-3

『怨み屋本舗REVENGE』 全11巻
1. 2012年03月19日発売、ISBN 978-4-08-879303-0
2. 2012年06月19日発売、ISBN 978-4-08-879371-9
3. 2012年09月19日発売、ISBN 978-4-08-879465-5
4. 2012年12月19日発売、ISBN 978-4-08-879508-9
5. 2013年03月19日発売、ISBN 978-4-08-879552-2
6. 2013年07月14日発売、ISBN 978-4-08-879619-2
7. 2013年10月18日発売、ISBN 978-4-08-879675-8
8. 2014年01月17日発売、ISBN 978-4-08-879811-0
9. 2014年05月19日発売、ISBN 978-4-08-879842-4
10. 2014年07月18日発売、ISBN 978-4-08-879878-3
11. 2014年11月19日発売、ISBN 978-4-08-890018-6

『怨み屋本舗 EVIL HEART』全9巻
1. 2015年02月09日発売、ISBN 978-4-08-890140-4
2. 2015年06月19日発売、ISBN 978-4-08-890219-7
3. 2015年09月18日発売、ISBN 978-4-08-890265-4
4. 2016年01月19日発売、ISBN 978-4-08-890349-1
5. 2016年05月19日発売、ISBN 978-4-08-890418-4
6. 2016年08月19日発売、ISBN 978-4-08-890486-3
7. 2016年11月18日発売、ISBN 978-4-08-890526-6
8. 2017年02月18日発売、ISBN 978-4-08-890602-7
9. 2017年07月19日発売、ISBN 978-4-08-890716-1

『怨み屋本舗 WORST』全21巻
1. 2017年10月19日発売、ISBN 978-4-08-890797-0
2. 2017年10月19日発売、ISBN 978-4-08-890798-7
3. 2018年02月19日発売、ISBN 978-4-08-890866-3
4. 2018年05月19日発売、ISBN 978-4-08-891020-8
5. 2018年08月17日発売、ISBN 978-4-08-891092-5
6. 2018年11月19日発売、ISBN 978-4-08-891169-4
7. 2019年02月19日発売、ISBN 978-4-08-891281-3
8. 2019年05月17日発売、ISBN 978-4-08-891290-5
9. 2019年08月19日発売、ISBN 978-4-08-891377-3
10. 2019年11月19日発売、ISBN 978-4-08-891423-7
11. 2020年02月19日発売、ISBN 978-4-08-891483-1
12. 2020年05月19日発売、ISBN 978-4-08-891555-5
13. 2020年08月19日発売、ISBN 978-4-08-891632-3
14. 2020年11月19日発売、ISBN 978-4-08-891675-0
15. 2021年02月19日発売、ISBN 978-4-08-891787-0
16. 2021年05月19日発売、ISBN 978-4-08-891880-8
17. 2021年08月18日発売、ISBN 978-4-08-892067-2
18. 2021年11月19日発売、ISBN 978-4-08-892152-5
19. 2022年03月18日発売、ISBN 978-4-08-892260-7
20. 2022年08月19日発売、ISBN 978-4-08-892350-5
21. 2022年11月17日発売、ISBN 978-4-08-892509-7

『怨み屋本舗 DIABLO』既刊12巻（2025年8月19日現在）
1. 2022年12月19日発売、ISBN 978-4-08-892556-1
2. 2022年12月19日発売、ISBN 978-4-08-892647-6
3. 2023年6月19日発売、ISBN 978-4-08-892725-1
4. 2023年9月19日発売、ISBN 978-4-08-892836-4
5. 2023年12月19日発売、ISBN 978-4-08-893043-5
6. 2024年3月18日発売、ISBN 978-4-08-893179-1
7. 2024年6月19日発売、ISBN 978-4-08-893294-1
8. 2024年9月19日発売、ISBN 978-4-08-893391-7
9. 2024年12月18日発売、ISBN 978-4-08-893487-7
10. 2025年3月18日発売、ISBN 978-4-08-893597-3
11. 2025年6月18日発売、ISBN 978-4-08-893706-9
12. 2025年8月19日発売、ISBN 978-4-08-893782-3

## テレビドラマ
テレビ東京系列で2度テレビドラマ化されている。いずれも金曜深夜のドラマ枠であるドラマ24枠での放送となっている。
また、第1作終了から第2作の放映開始までの間にテレビスペシャルも2本が製作、放映されている。

テレビシリーズ
- 怨み屋本舗
  - 放映期間：2006年7月14日 - 9月29日

- 怨み屋本舗REBOOT
  - 放映期間：2009年7月3日より9月25日

テレビスペシャル
- 怨み屋本舗スペシャル 家族の闇 モンスター・ファミリー
  - 2008年1月6日に放送。

- 怨み屋本舗スペシャル2 マインドコントロールの罠
  - 2009年1月7日に、水曜ミステリー9特別企画として放映。

## パチンコ
CR怨み屋本舗（藤商事）
- 2015年11月下旬より設置。低確率1/319（2015年11月以降に発売の新台は低確率の下限が1/320のため、発売時点では下限いっぱいとなっている）、STによる回数切り（140回）確変を採用。
- なお、演出の映像はテレビドラマ版の流用ではなく、本作のために独自にアニメーションを作成したものを使用しており、怨み屋本舗としては『初のアニメ化』となる。ただし、大当たり期待度が高まる演出など一部で実写映像（新規に撮影。ただし演者は不明）も用いられている。このアニメーションには作者の栗原氏も満足気であり、「テレビアニメ、誰か企画してくれないかなぁ」と期待を寄せている。
- グランドジャンプ2015年21号にて、「CR怨み屋本舗」リリースを告知する番外編が掲載された。